# Nikola Karabatic
Pour les articles homonymes, voir Karabatic.
Nikola Karabatic (prononcé en français : /ni.kɔ.la ka.ʁa.ba.titʃ ), né Nikola Karabatić (en serbe en écriture cyrillique : Никола Карабатић) le 11 avril 1984 à Niš en Serbie (Yougoslavie), est un joueur français de handball. Il évolue au poste d'arrière gauche ou de demi-centre en équipe de France et au club du Paris Saint-Germain. 22 fois champion de France, d'Allemagne et d'Espagne en 23 saisons professionnelles, il est également détenteur de trois Ligues des champions, en 2003 avec Montpellier, en 2007 avec Kiel et en 2015 avec Barcelone.
Avec l'équipe de France, Nikola Karabatic est triple champion olympique (2008, 2012 et 2020), quadruple champion du monde (2009, 2011, 2015 et 2017), et quadruple champion d'Europe (2006, 2010, 2014 et 2024). Il est l'international français, et même toutes nationalités confondues, le plus titré avec onze médailles d'or dans les grands championnats.
Désigné meilleur handballeur mondial de l'année en 2007, 2014 et 2016 par l'IHF, il est considéré comme l'un des meilleurs joueurs de l'histoire de ce sport. Sa puissance physique, son habileté technique et son intelligence tactique en font un joueur complet et polyvalent, capable de peser sur le jeu tant en attaque qu'en défense. Au fil des années, il a su faire évoluer son style de jeu, devenant un réel maître à jouer qui facilite le jeu pour ses coéquipiers. Arrivé à 18 ans en équipe de France, Nikola Karabatic a su prendre ses responsabilités, devenant très vite un leader sur et en dehors des terrains de handball.
Le 25 août 2023, il annonce mettre un terme à sa carrière à la fin de la saison 2023-2024.

## Biographie

### Carrière en club

#### Montpellier
Nikola Karabatic ne passe qu'un an au pôle espoir de Handball de Nîmes, dirigé par Jacky Brun, et rejoint rapidement le centre de formation de Montpellier. Il dispute son premier match avec l’équipe professionnelle en 2001, à l'âge de 17 ans, lors de la demi-finale de la Coupe de France à Nîmes, puis, la saison suivante, marque ses premiers buts dans le money-time lors de son premier match de championnat face à Toulouse,.
Ayant remporté le titre de champion de France de la saison 2000-2001, Chambéry prive le club héraultais de participation à la Ligue des champions. La deuxième place du championnat lui permet toutefois de disputer la Coupe d'Europe des vainqueurs de coupe, compétition qui se termine en quart de finale face au club espagnol de BM Ciudad Real qui remportera par la suite le titre. En France, le club de Montpellier retrouve le titre de champion qu'il avait remporté lors de trois saisons consécutives avant de le laisser à Chambéry. Ce dernier club est également battu par Montpellier lors de la finale de la Coupe de France sur le score de 23-22.
Lors de la Ligue des champions 2002-2003, Montpellier termine en tête de son groupe du tour principal avec une seule défaite face à Ljubljana. Lors du quart de finale, le club français obtient le nul lors du match aller face à RK Zagreb puis s'impose à domicile 34 à 25. En demi-finale, Montpellier retrouve Ljubljana qui a éliminé le club allemand de THW Kiel lors du tour précédent. Montpellier obtient de nouveau le nul lors du match aller avant de l'emporter à domicile. Lors de la finale, le club héraultais est opposé à un club espagnol, le Portland San Antonio où évolue Jackson Richardson. Les Espagnols sont favoris et emportent le match aller de huit buts, 27 à 19 à Pampelune malgré 11 buts de Karabatic. Lors du match disputé dans le palais des sports René Bougnol, à la mi-temps, Montpellier a refait la moitié de son retard, puis l'emporte finalement sur le score de 31 à 19 pour remporter la première Ligue des champions du handball français. Karabatic inscrit 5 buts lors de cette rencontre, dont 3 jets de sept mètres. C'est son coéquipier Michaël Guigou qui alimente cette fois le score montpelliérain avec 10 buts. Montpellier remporte également le championnat et la Coupe de France, mais ne parvient pas à réaliser le « grand chelem » en raison d'une défaite 27 à 23 face à l'US Créteil lors de la Coupe de la Ligue.
Le vainqueur de la Ligue des champions 2003 termine sa saison européenne lors des huitièmes de finale face au club hongrois de Pick Szeged, défaite 29-22 à l'aller en Hongrie puis victoire insuffisante 27-26 au retour. Karabatic est également nommé meilleur arrière gauche du championnat. En France, Montpellier remporte son sixième titre de champion en devançant Créteil, club qu'il bat également en finale de la Coupe de la Ligue sur le score de 26-23.
En décembre 2004, il annonce qu'il a signé un contrat de quatre ans en faveur du club allemand de THW Kiel. Ce choix au détriment des meilleurs clubs espagnols de la Liga ASOBAL est lié également aux liens existant entre Branko Karabatić, son père, et Zvonimir « Noka » Serdarušić, l'entraîneur du club allemand. La présence dans le club allemand de Stefan Lövgren, joueur qu'il considère comme le « joueur du siècle » et dont il accrochait les posters aux murs de sa chambre dans son enfance, est également prépondérante. Ce transfert prenant effet lors de la saison suivante, Karabatic continue d'amasser les titres avec son club : il remporte les trois titres du handball français : Coupe de la Ligue grâce à une victoire 27-21 face à Paris Handball, Coupe de France, 31-22 face à Chambéry, et championnat devant Paris Handball. Sur la scène européenne, Montpellier, après avoir éliminé le club de Flensburg en quart de finale sur un exploit de Gregory Anquetil lors du match retour en Allemagne, échoue face au club espagnol de Ciudad Real qui l'emporte 30 à 24 à domicile - six buts pour Karabatic, meilleur marqueur montpelliérain avec Guigou puis parvient à conserver cet avantage en ne s'inclinant que de deux buts lors du match retour, 33 à 31 où Karabatic inscrit six nouveaux buts.

#### Kiel:Bundesligaet sommet de l'Europe
Nikola Karabatic commence sa carrière en Allemagne par une victoire lors de la Supercoupe d'Allemagne face à SG Flensburg Handewitt sur le score de 36 à 34, rencontre où il inscrit six buts. Pour sa première saison à Kiel, il termine la saison européenne lors d'une élimination en quart de finale. Opposé à Flensburg, un autre club allemand, Kiel remporte le match retour 34 à 32 mais s'était auparavant incliné 32 à 28 lors du match aller. En Bundesliga, Kiel remporte 31 de ses 34 rencontres et ne subit que trois défaites, ce qui lui permet de remporter le titre avec 7 points d'avance sur son vainqueur de la Coupe d'Europe. Pour sa première saison, Karabatic inscrit au total 306 buts en 49 rencontres, dont 226 en Bundesliga et 52 en Ligue des champions.
Lors de sa seconde saison dans le club allemand, il est rejoint par son coéquipier de l'équipe de France, Thierry Omeyer. Il ne participe pas à la première finale disputée par son club, défaite face au HSV Hambourg en Supercoupe d'Allemagne sur le score de 35 à 39, en raison d'une contusion au bras. Il termine, avec un total de 89 buts, meilleur marqueur de la Ligue des champions, devançant le Danois Lars Christiansen de 5 buts. La décision entre ces deux joueurs se fait lors de la rencontre retour opposant Kiel à un autre club allemand, SG Flensburg-Handewitt, club où évolue le Danois. Lors de ce retour joué à Kiel, Karabatic inscrit 9 buts contre 2 à son adversaire. La victoire 29 à 27, après un match nul 28 partout à l'aller, permet également au Français de remporter son second titre dans cette compétition après la victoire de 2003. Kiel, qui avait déjà gagné trois coupes de l'EHF, remporte pour sa part la première Champions League de son histoire. En Bundesliga, Kiel remporte le titre lors de la dernière journée en gagnant la partie contre Nordhorn. Cette victoire lui assure le même nombre de points que le HSV Hambourg. Le titre est alors attribué à la différence de but favorable à Kiel. C'est le troisième titre de la saison pour le THW, celui-ci ayant également remporté la Coupe d'Allemagne. Karabatic est également récompensé à titre individuel du trophée de meilleur joueur de la Bundesliga. Lors de cette saison, il inscrit au total 342 buts sous le maillot du club allemand en 50 rencontres disputées. Malgré les sollicitations des clubs espagnols de Barcelone et de BM Ciudad Real, il prolonge également son contrat de trois ans, ce qui le lie avec le club allemand jusqu'en 2012.

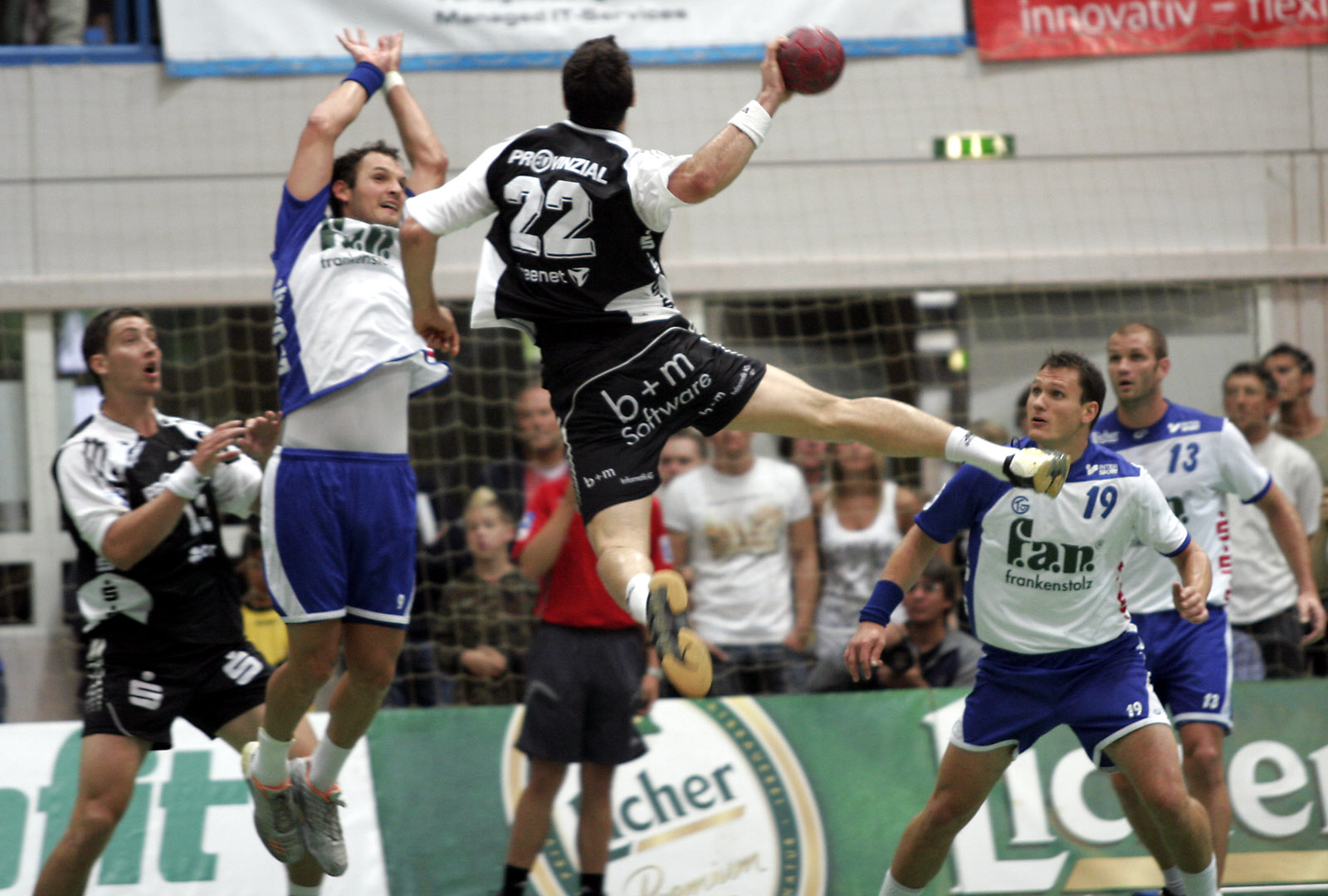
Nikola Karabatic sous le maillot du THW Kiel.

L'ambition du club allemand lors de la saison 2007-2008 est de renouveler ce triplé. Kiel commence sa saison par une victoire en Supercoupe d'Allemagne face à SG Kronau-Östringen sur le score de 41 à 31 : il inscrit sept buts.
Kiel domine la Bundesliga avec seulement trois défaites et un seul nul et devance le club de Flensburg-Handewitt. Pour la seconde année consécutive, Karabatic se voit décerner le titre de joueur de l'année, son entraîneur Noka Serdarusic recevant pour sa part le titre d'entraîneur de l'année. En ligue des champions, Kiel est opposé au FC Barcelone lors de la demi-finale. Une victoire de 10 buts lors de la rencontre aller sur le score 41 à 31 permet aux Allemands d'atteindre la finale malgré une défaite de 7 buts au retour à Barcelone. En finale, Kiel retrouve un autre club espagnol, le BM Ciudad Real. Kiel semble avoir fait la différence lors du match aller en s'imposant en Espagne sur le score de 29 à 27, mais la semaine suivante, Ciudad s'impose de six buts à la Sparkassen-Arena de Kiel pour remporter le titre européen,. Karabatic termine au cinquième rang des buteurs de la compétition avec 87 (88 selon le site du club de Kiel). Il totalise 311 buts au total sur l'ensemble de la saison.
En juin 2008, Kiel rompt le contrat, qui courait jusqu'à 2009, avec Noka Serdarušić, qui occupait le poste d'entraîneur depuis 1993. Karabatic, très proche de son entraîneur qu'il considère presque comme un second père, se déclare alors déçu de cette décision. Il envisage même de le rejoindre dans le club de Rhein-Neckar Löwen, club où Serdarusic est alors susceptible de signer. Cette signature ne se fait pas et Karabatic reste une nouvelle saison à Kiel. Pour sa quatrième saison au club, il est de nouveau privé d'une participation à la supercoupe d'Allemagne en raison d'une blessure. Il termine au seizième rang des buteurs avec 62 buts de la Ligue des champions. Ses meilleures performances statistiques se situent lors de la première journée, victoire 31 à 27 à Barcelone, puis lors des rencontres décisives de fin de compétition : il inscrit ainsi sept buts lors de la rencontre retour de la demi-finale face à Rhein-Neckar Löwen, défaite 31 à 30 mais qualification grâce à une victoire 37 à 23 à l'aller avec encore six buts de Karabatic. Il renouvelle son meilleur total de sept buts lors des deux rencontres de la finale face à Ciudad Real. Le club allemand remporte le match aller 39 à 34 et semble en mesure de prendre sa revanche après la défaite de la saison précédente. Mais lors du retour, Ciudad comble ce retard de cinq buts pour l'emporter 33 à 27,. Kiel a également remporté son quinzième titre de champion d'Allemagne, titre obtenu quelques jours avant la demi-finale de la ligue des champions. C'est le quatrième en quatre saisons disputées pour Karabatic. Il remporte également sa troisième coupe d'Allemagne consécutive lors d'une victoire 30 à 24 face à VfL Gummersbach. Son nombre de total de buts marqués sur la saison est de 194 en 45 rencontres.

#### Retour à Montpellier
En juin 2009, le site du club de Kiel annonce officiellement le départ de Karabatic, accompagné de son coéquipier le Slovène Vid Kavtičnik, pour le club de Montpellier. Les causes de ce départ sont multiples : Karabatic retrouve son ancien club où son frère Luka évolue à un poste de pivot. Son père est également membre du club avec un poste d'entraîneur des gardiens. D'autres part, les relations entre Karabatic et son ancien club se sont un peu détériorées : Karabatic reproche le remplacement de son ancien entraîneur, Noka Serdarusic. Il explique également vouloir « "…amener le MAHB au niveau de Kiel, du Barça et de Ciudad Real (le champion d’Europe). ». Pour réussir ce transfert et trouver la somme de 1,5 million d'euros demandée par le club allemand, Montpellier doit recourir à des aides locales pour apporter les 800 000 euros qui lui manquent, le club apportant les 700 000 initiaux. L'agglomération, la ville et la région s'associent pour financer ces 800 000 euros.

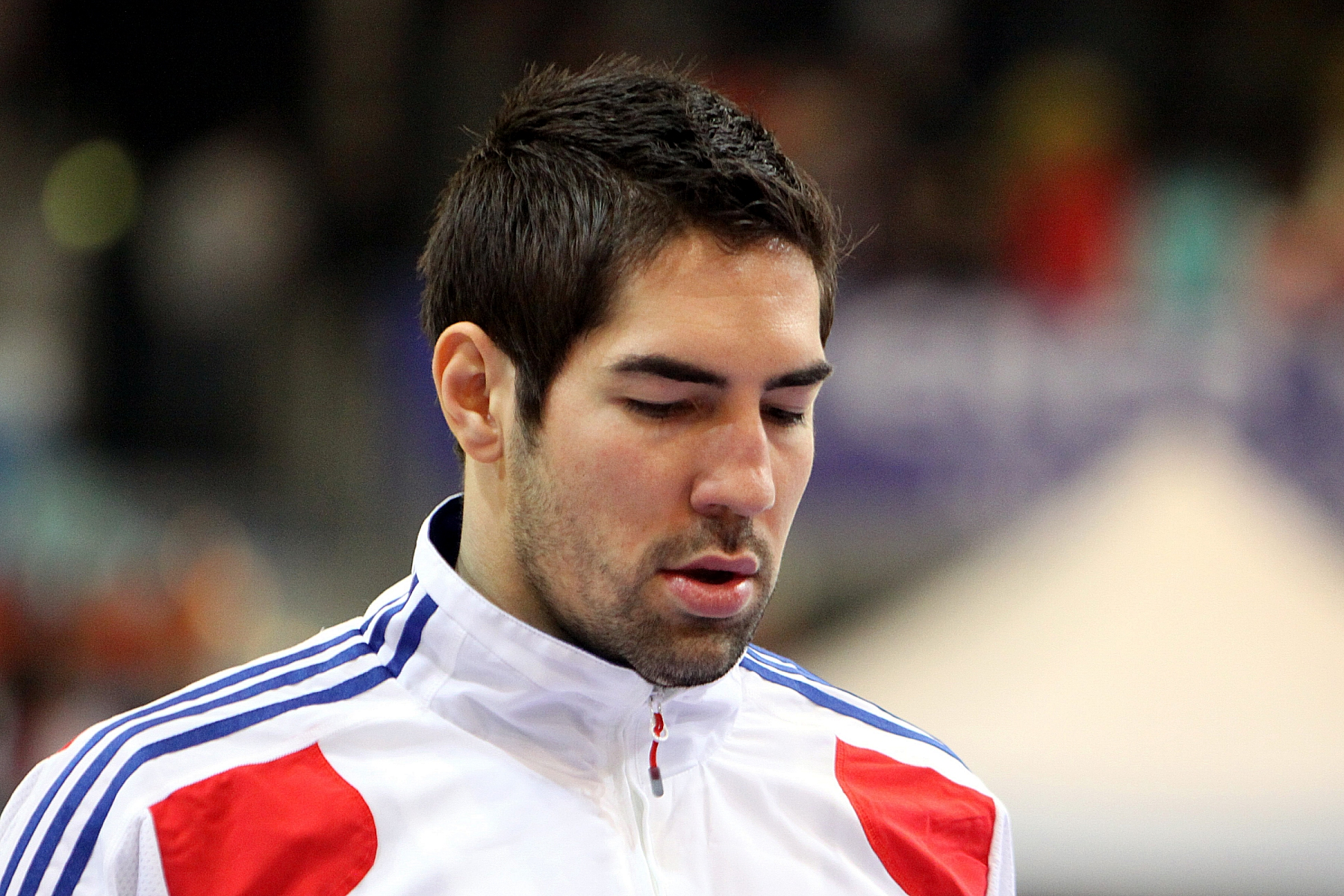
Nikola Karabatic en 2010.

Avec le retour de Karabatic, Montpellier est plus que jamais le grand favori du championnat de France de la saison 2009-2010. Pour sa première partie sur les parquets français en compétition officielle depuis son départ de Kiel, il inscrit cinq buts lors d'une victoire 47 à 25 face à Créteil. Karabatic et ses coéquipiers dominent le championnat, ne concédant qu'une seule défaite, 31 à 24 face au club rival de Chambéry. En mars 2010, il remporte un second trophée en l'emportant lors de la finale de la coupe de la ligue face à Saint-Raphaël Var Handball. Le dernier trophée en France, la coupe de France, est remportée 33 à 26 face à Tremblay-en-France. En huitièmes de finale de la ligue des champions, Montpellier est opposé aux Danois de KIF Kolding. Après un nul 26 partout à l'aller, les Héraultais l'emportent de cinq buts au retour, rencontre où Karabatic inscrit 7 buts. Lors du tour suivant, déjà privé de deux joueurs majeurs blessés, Guigou et Kavtičnik, Montpellier perd Nikola Karabatic qui se blesse, déchirure musculaire aux quadriceps, lors de la rencontre aller contre Medvedi Tchekhov. Cette blessure met un terme à sa saison. Malgré son absence, Montpellier parvient à combler son retard de cinq buts lors de la partie retour. Toutefois, le club français échoue dans sa tentative de rejoindre le premier Final Four de l'histoire de la compétition en s'inclinant aux jets de sept mètres sur le score de 5 à 4.
Pour la saison 2010-2011, Montpellier dispose d'une nouvelle salle pour ses rencontres en ligue des champions avec l'Arena Montpellier, salle de 10 000 places. La première rencontre des Montpelliérains dans leur nouvelle salle se solde par une défaite sur le score de 30 à 26 face au club allemand du HSV Hambourg des frères Gille. Il se blesse à la cuisse gauche lors de la troisième journée de cette compétition dans une défaite 27 à 26 face au club de Veszprém. Cette blessure doit alors le rendre indisponible pour une durée de six à huit semaines. Il fait son retour lors de la finale de la coupe de la ligue où le club héraultais parvient à conserver son trophée en battant Chambéry sur le score de 32 à 29. Après la coupure imposée par le championnat du monde, Montpellier termine la première phase de la ligue des champions en allant s'imposer à Hambourg, première victoire du club montpelliérain en Allemagne en ligue des champions, puis en l'emportant à domicile face à Veszprém. Ces victoires offrent la première place du groupe à Montpellier, place qui permet d'avoir un tirage au sort plus facile pour les huitièmes de finale. En France, Chambéry prend sa revanche en l'emportant 30 à 29 à l'Arena Montpellier en quart de finale de la coupe de France. Lors de cette rencontre, Montpellier menait de sept buts - 26-19 - avant que Chambéry n'impose une individuelle à Karabatic. Celui-ci termine finalement la rencontre sur un cinq sur dix aux tirs. Sur la scène européenne, Montpellier est opposé aux Suisses de Kadetten Schaffhausen. Largement favori de cette confrontation, les Français s'inclinent de cinq buts lors du match aller avant de s'imposer de huit buts, 35 à 27, à l'Arena Montpellier. Lors de ces rencontres, Karabatic inscrit cinq buts à l'aller et quatre au retour. L'équipe de Montpellier bénéficie de l'avantage du terrain lors du tour suivant face aux Allemands de Rhein-Neckar Löwen. Montpellier s'impose en Allemagne avec une avance de deux buts - Karabatic inscrit deux buts - mais s'incline au retour dans sa salle sur le score de 35 à 26 ce qui la prive d'une participation au Final Four de Hambourg. Lors de cette rencontre retour, Karabatic inscrit six buts. Sur l'ensemble de la compétition, il présente un total de 62 buts ce qui le fait partager la douzième place des buteurs. Il est le second buteur de son équipe derrière William Accambray, cinquième au total avec 75 buts. Montpellier parvient toutefois à remporter un nouveau titre de champion de France en s'imposant 34 à 25 face à son plus dangereux rival Chambéry qui s'était imposé 34 à 31 à l'aller. Avec le point-average particulier et une avance de quatre points et deux rencontres à disputer, Montpellier est alors officiellement champion.
Le 30 septembre 2012, Nikola Karabatic, sa compagne et plusieurs joueurs évoluant ou ayant évolué la saison précédente au club de Montpellier sont placés en garde à vue dans l'affaire des paris truqués. Après une suspension de son contrat de travail par son club, il est finalement réintégré le 31 octobre 2012, comme l'a indiqué, la veille, son président. Le procès a lieu en juin 2015. Il est condamné à deux mois de prison avec sursis et 10 000 euros d'amende.

#### Intermède Aixois
Le 31 janvier 2013, Karabatic démissionne de son club qui indique : « Le club a accepté, à titre exceptionnel et dans le cadre d'une volonté d'apaisement consécutive aux tensions nées de la procédure en cours, de libérer le joueur. ». Le lendemain, il signe un contrat de cinq mois au Pays d'Aix Université Club handball (PAUC)  et rejoint ainsi son frère Luka, dont le licenciement à la suite de l'affaire des paris truqués est intervenu quelques mois plus tôt.
Son bilan sous les couleurs aixoises s'avère extrêmement positif : le PAUC, en position de relégable avant son arrivée avec seulement six points au compteur, finit la saison huitième ex-aequo avec Sélestat et Ivry, affichant un total de 21 points. Le PAUC, qui n'avait gagné que deux matches lors de la phase aller, a un bilan avec Nikola Karabatic de six victoires (dont une victoire à Saint-Raphaël), trois matchs nuls (notamment face à Montpellier pour son deuxième match et au HBC Nantes) et quatre défaites (dont une défaite de deux buts à Chambéry et d'un but à Dunkerque), la dernière défaite intervenant à Créteil alors que le maintien était déjà assuré.
Intraitable en défense et plein d'assurance en attaque, il tire son équipe vers le haut et permet au PAUC de se maintenir deux journées avant la fin du championnat. À l'issue de la saison, il est d'ailleurs à nouveau récompensé du titre de meilleur joueur du championnat.

#### FC Barcelone

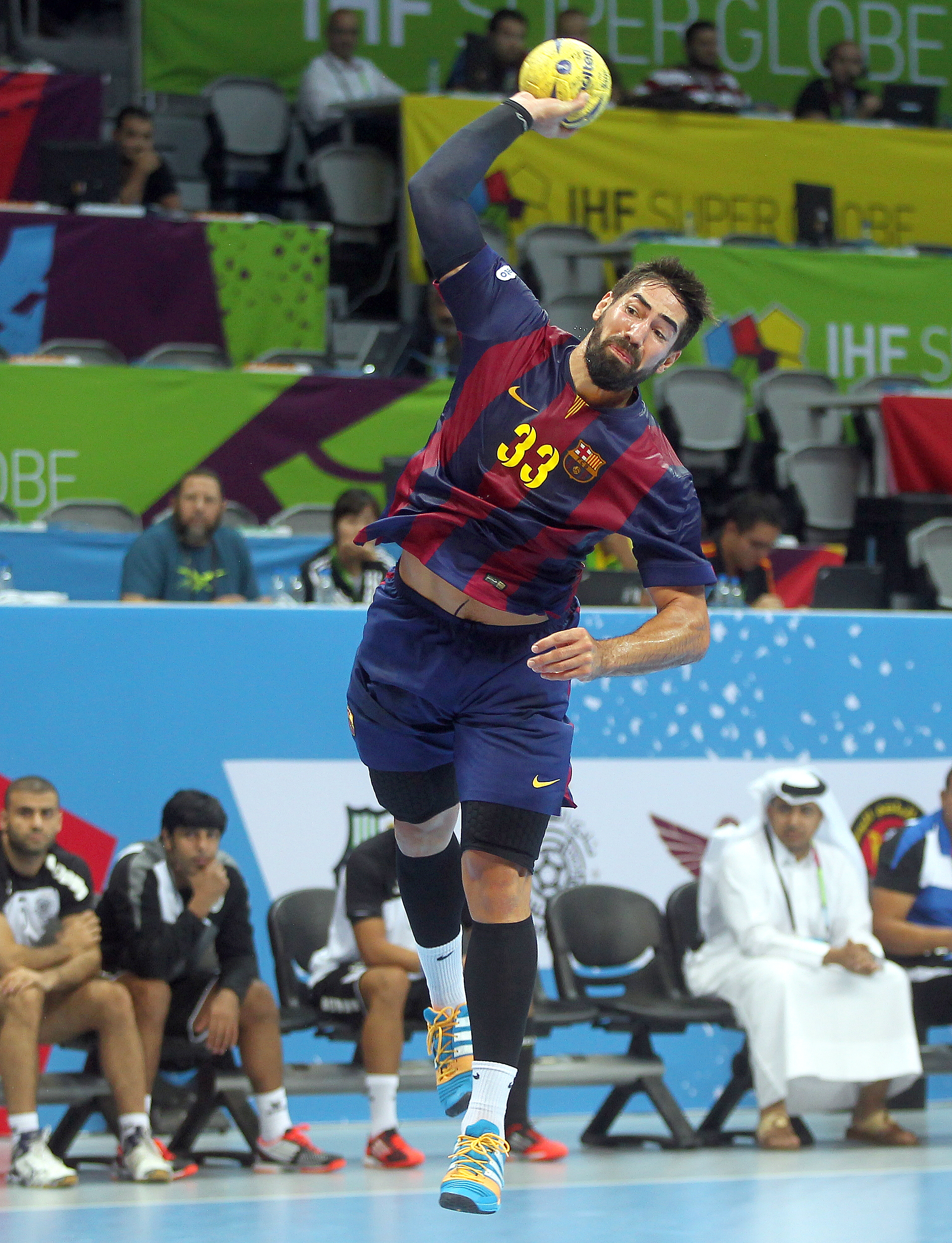
Nikola Karabatic sous le maillot du FC Barcelone en 2014.

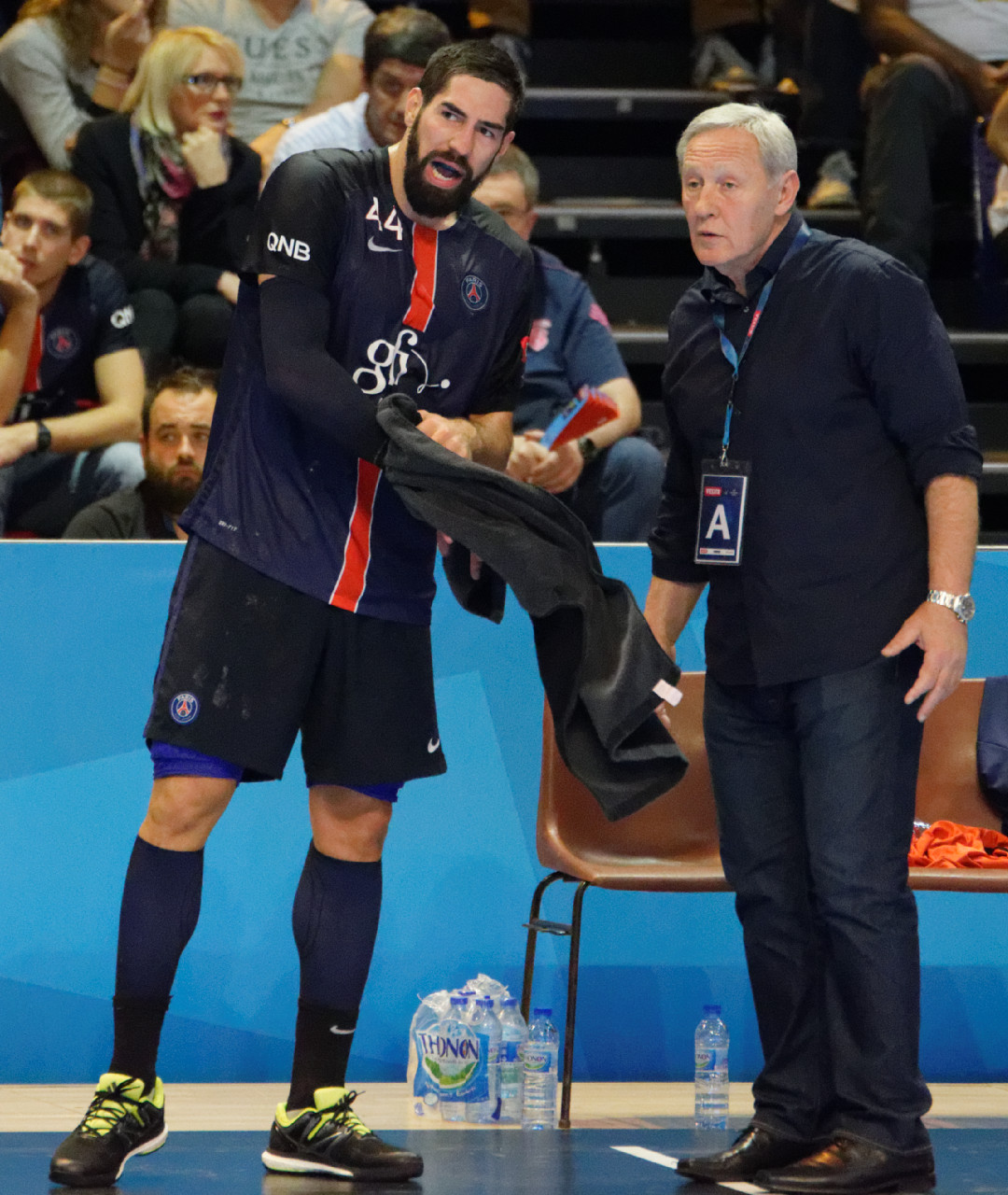
Nikola Karabatic et son mentor « Noka » Serdarušić en 2015.

En juin 2013, Nikola Karabatic signe un accord avec le club catalan du FC Barcelone pour les quatre saisons suivantes.
Le 30 août, il remporte la Coupe du monde des clubs avec sa nouvelle équipe. Sur le plan national, du fait de la crise économique du handball espagnol, le FC Barcelone s'est retrouvé sans concurrent a remporté les quatre compétitions en jeu, s'imposant notamment lors de tous ses matchs de championnat avec une moyenne de près de 15 buts d'écart. À l'issue de la compétition, Karabatic est élu meilleur arrière gauche et meilleur joueur,. En Ligue des champions, après avoir difficilement écarté les Rhein-Neckar Löwen en quart de finale, Karabatic participe à son premier Final Four et fait figure de grand favori avec le THW Kiel. En demi-finale, menant 32 à 26 face au SG Flensburg-Handewitt à six minutes de la fin du match, le Barça a un pied en finale mais les Allemands parviennent à revenir au score : une séance des tirs au but est nécessaire pour départager les deux équipes. Dans cet exercice, Karabatic, si précieux pour son équipe dans ce match et spécialiste des jets de 7 m lors de son passage à Kiel, est le seul joueur à voir son tir arrêté par le gardien adverse et laisse donc à Flensburg le droit de disputer la finale.
La saison suivante, Karabatic et Barcelone réalisent une saison parfaite en remportant les sept compétitions dans lesquelles ils étaient engagés : sans rival sur la scène nationale (le club termine invaincu en championnat pour la deuxième saison consécutive), le club a également remporté la Coupe du monde en début de saison puis la Ligue des champions grâce à la victoire en finale 28 à 23 contre Veszprém. Karabatic, meilleur buteur de son équipe en demi-finale (8 buts) puis en finale (6 buts), est élu MVP du Final Four et meilleur arrière gauche de la compétition.

#### Paris Saint-Germain

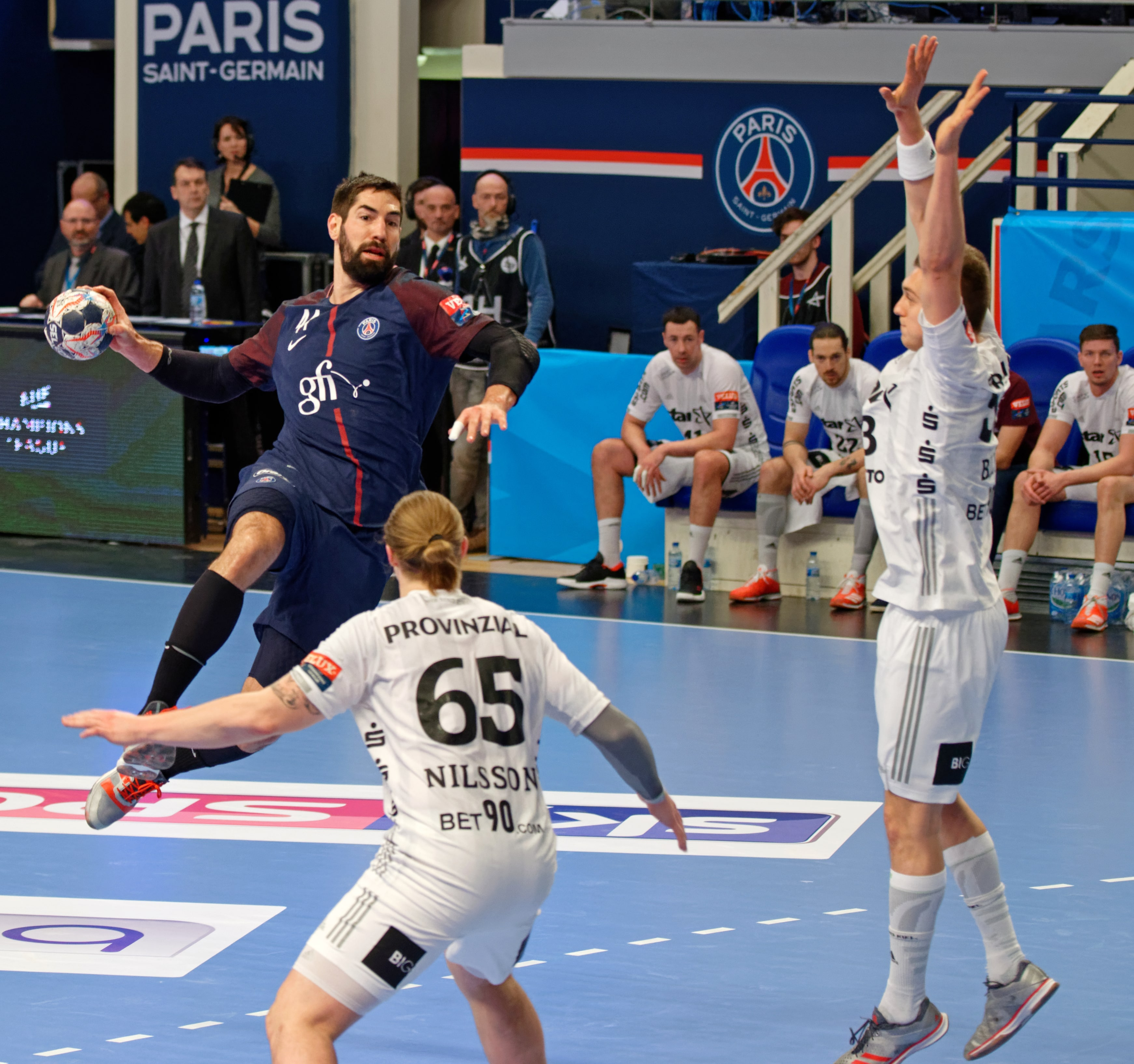
Nikola Karabatic avec le PSG face à son ancien club de Kiel en mars 2018.

Le 14 juillet 2015, après plusieurs semaines de tractations, son transfert au Paris Saint-Germain Handball pour une durée de quatre ans est officiellement dévoilé,. Il y retrouve son mentor Noka Serdarušić et son frère Luka, tous deux nouvellement arrivés dans la capitale, ainsi que Mikkel Hansen ou Thierry Omeyer qui ont prolongé leurs contrats avec le club. Quatre jours après sa condamnation pour escroquerie dans l'affaire des paris truqués et alors qu'il a été présenté étant le personnage central de l'affaire par la grande majorité des médias français, donnant un rôle secondaire aux 16 autres condamnés,, il justifie son transfert par sa « volonté de réussir avec un club français, dans mon pays, avec un si grand projet, avec mon frère, avec des joueurs de l'équipe de France. ». Comme lors de son retour à Montpellier en 2009, il confirme ainsi son attachement à la France, son pays d'adoption, là où d'autres joueurs n'hésitent pas à changer de nationalité à leur convenance comme plusieurs de ses anciens coéquipiers au FC Barcelone (Siarhei Rutenka, Danijel Šarić, Arpad Šterbik).
Au début du mois de septembre, lors de la finale du Trophée des champions qu'il remporte avec son club en finale contre Saint-Raphaël, il se blesse lors d'un contact avec Adrien Dipanda. Une fracture de l'os maxillaire droit avec enfoncement du sinus entraînant une absence de compétition durant plusieurs semaines est évoquée. Ayant un trait de fracture qui nécessite le port d'un masque de protection que le règlement lui interdit d'utiliser en match, il rejoue onze jours après sa blessure lors de la deuxième journée du championnat.
En 2019, il remporte son onzième titre de Champion de France et rejoint ainsi au tableau d'honneur son ancien coéquipier Mladen Bojinović.

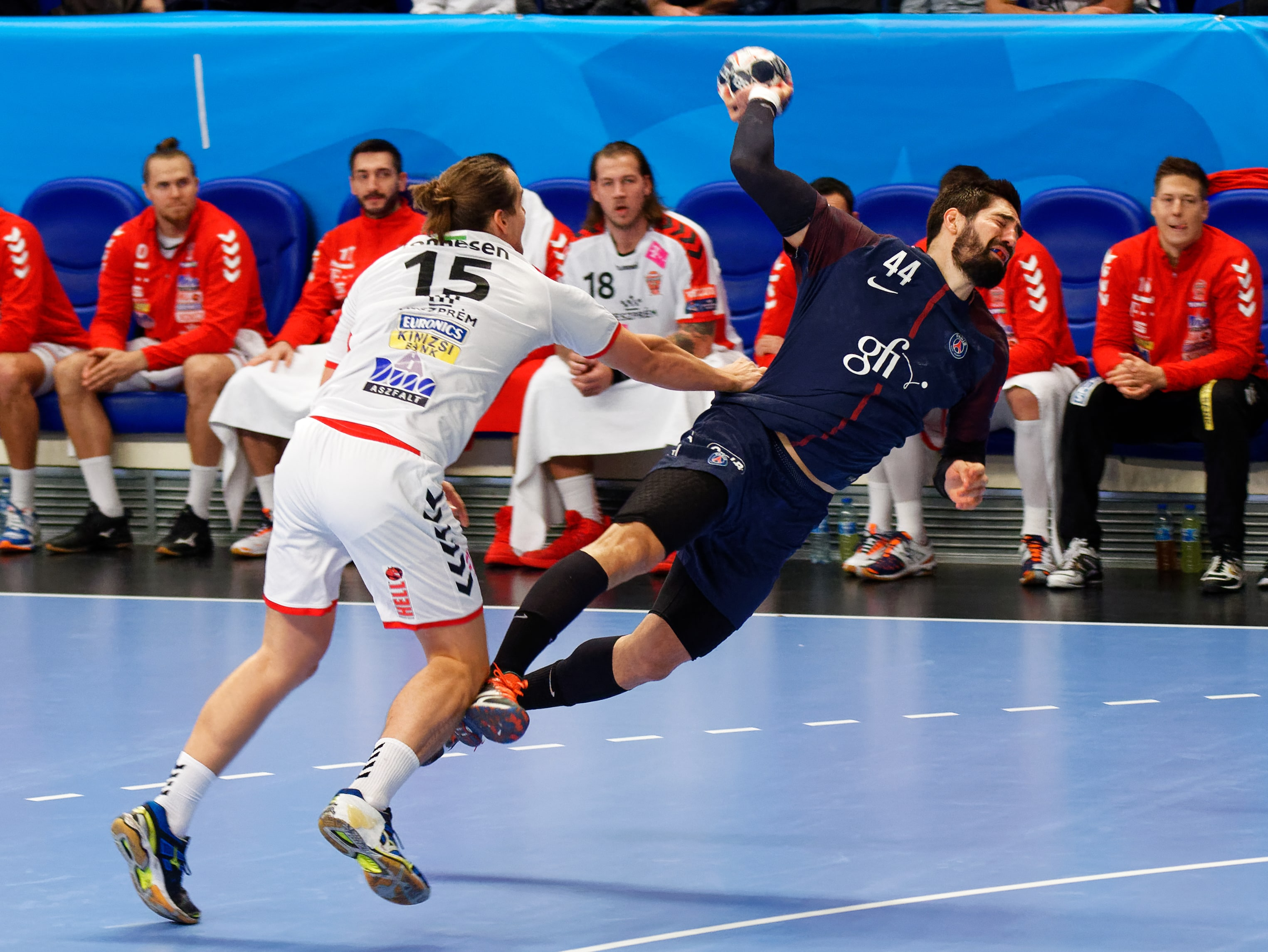
Nikola Karabatic lors du match entre le PSG et Veszprem en novembre 2017.

Le 17 octobre 2020, lors de la rencontre opposant le PSG à Ivry, Nikola Karabatic est victime d'une rupture du ligament croisé antérieur du genou droit. À bientôt 37 ans et après plus de 19 années passées au plus haut niveau du handball, le demi-centre du PSG doit faire face à une grave blessure pour la première fois de sa carrière. Entre l’opération, la rééducation et la reprise de l’entrainement, Nikola Karabatic devrait être tenu éloigné des terrains entre 6 et 8 mois,. Cette blessure est un véritable coup dur pour son club à quelques mois du Final Four de la Ligue des champions 19/20 (reporté en décembre à cause de la pandémie de Covid-19). Malgré une thrombose avec embolie pulmonaire contractée lors de sa rééducation, il fait son retour sur les parquets fin mai 2021 et remporte son treizième titre de champion de France, son dix-neuvième en 20 saisons en comptant les titres remportés en Allemagne puis en Espagne. Puis il participe au Final Four de la Ligue des champions 20/21 mais le club parisien échoue une nouvelle fois en demi-finale.
En février 2023, il est atteint d'une phlébite à la jambe droite, ce qui le prive de toutes compétitions pendant trois mois.

### Avec l'équipe de France: onze médailles d'or et trois titres olympiques
Avec un père croate et une mère serbe, mais élevé en France depuis l'âge de quatre ans, Nikola Karabatic choisit d'être international français.
La première sélection de Nikola Karabatic avec l'équipe de France a lieu en octobre 2002 dans le cadre de la World Cup, compétition mettant aux prises tous les deux ans des équipes nationales. C'est le premier trophée que remporte Karabatic sous le maillot national. Il prend part à sa première compétition internationale majeure avec les Bleus lors du championnat du monde 2003 disputé au Portugal. Désormais dirigée par le sélectionneur Claude Onesta qui a pris la succession de Daniel Costantini après un titre de champion du monde 2001, la sélection française reste sur une sixième place au championnat d'Europe 2002. Durant cette compétition, il occupe un poste de remplaçant aux côtés de Yohann Ploquin  et Onesta ne le fait pas entrer en jeu, notamment dans le but de le protéger en raison d'une pubalgie. Lors de cette compétition, le poste d'arrière gauche est alors occupé par Jérôme Fernandez et Daniel Narcisse.
L'année 2004 débute par le championnat d'Europe. Disputée en Slovénie, cette compétition voit la France terminer à la sixième place, battue par la Russie lors du match pour la cinquième place. Karabatic remporte une première récompense individuelle en recevant la distinction de meilleur arrière gauche du tournoi. La troisième place du mondial 2003 permet aux Français d'obtenir une qualification pour les Jeux olympiques d'Athènes. Lors de cette deuxième compétition majeure de l'année, la France termine invaincue lors du premier tour. En quart de finale, c'est de nouveau la Russie qui se présente sur sa route. Celle-ci s'impose 26 à 24, bien aidée par la performance de son gardien Andreï Lavrov qui réalise de nombreux arrêts dont trois jets de sept mètres consécutifs. La France termine finalement à la cinquième place grâce à une victoire 29-27 face à l'Espagne.
Le mondial 2005, disputé en Tunisie, est la dernière compétition sous le maillot bleu de Jackson Richardson. La France atteint le tour principal avec une défaite et un nul. Avec trois victoires, la France se qualifie pour les demi-finales. Les Français affrontent alors la Croatie, championne du monde et olympique en titre. Celle-ci l'emporte 35 à 32 avant de s'incliner 40-34 face à l'Espagne, la France remportant une nouvelle médaille de bronze mondiale en s'imposant face à la Tunisie sur le score de 26 à 25.
Lors du championnat d'Europe de l'année 2006, compétition où le meilleur résultat des Français est une quatrième place, l'équipe de France termine le premier tour avec une défaite, face aux champions de monde espagnols, et une victoire face aux Allemands. Elle enchaîne ensuite par trois victoires lors du tour principal ce qui lui assure une place dans le dernier carré de la compétition. Comme l'année précédente, c'est la Croatie de Balić qui se présente sur la route des Français. Mais, cette fois, les Français en s'appuyant sur leur gardien Thierry Omeyer, qui sera élu dans la meilleure équipe du tournoi, l'emporte sur le score de 29 à 23. Les Français, avec d'un côté du terrain Omeyer qui empêche les Espagnols de marquer pendant près de onze minutes et de l'autre un Karabatic qui inscrit onze buts, remportent la rencontre sur le score de 31 à 23 et permet à l'équipe de France d'inscrire le premier titre européen à son palmarès.
Après la démonstration faite à l'Euro, les Français figurent parmi les favoris du mondial 2007 disputé en Allemagne. Mais deux défaites à l'issue du tour principal les placent sur la route de la Croatie en quart de finale, victoire 21 à 18, mais surtout de l'Allemagne qui évolue à domicile en demi. Celle-ci s'impose après une double prolongation sur le score de 32 à 31. Les Français s'estiment lésés après qu'un but de Guigou a été refusé, but qui aurait alors entraîné une séance de jets de sept mètres. L'équipe ne se remet pas de ce coup du sort et s'incline 34 à 27 face au Danemark lors de la petite finale. Karabatic est élu meilleur arrière gauche de la compétition dont le meilleur joueur est Ivano Balić.
Lors du championnat d'Europe, Karabatic termine avec le titre de meilleur joueur et meilleur buteur avec 44 buts, en compagnie de Lars Christiansen et d'Ivano Balić. La France termine une nouvelle fois sur le podium d'une compétition internationale en obtenant la médaille de bronze face à l'Allemagne après avoir perdu en demi-finale face à la Croatie.

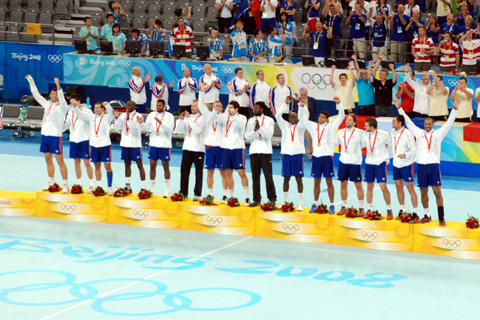
L'équipe de France sur la plus haute marche du podium olympique, au Palais national omnisports de Pékin le 24 août 2008.

La France remporte le dernier titre qui se refusait encore à elle lors du tournoi olympique de Pékin. La France, qui termine le premier tour invaincue avec quatre victoires et un nul face à la Pologne, élimine la Russie sur le score de 27 à 24 en quart de finale, puis la Croatie, championne olympique en titre, sur le score de 25 à 23 en demi-finale. Lors de la finale, les joueurs français prennent rapidement l'avantage pour atteindre la mi-temps avec cinq buts d'avance face à l'Islande. Cet écart est ensuite conservé en seconde période et la France obtient l'or olympique sur le score de 28 à 23. Huit joueurs français Bertrand Gille, Guillaume Gille, Didier Dinart, Joël Abati, Olivier Girault, Thierry Omeyer, Daniel Narcisse et Jérôme Fernandez, ont désormais réussi le « Grand Chelem ». Durant ce tournoi olympique, Karabatic doit faire face à des défenses très adaptées ce qui réduit son rôle de buteur. Il compense par une grosse activité en défense et par un plus grand nombre de passes : sur le tournoi, il délivre 34 passes décisives. Toutefois, lors de la finale, il inscrit huit buts, avec un pourcentage de 80 % de réussite ce qui porte son total de buts sur la compétition à 37. C'est l'une des rares compétitions où Nikola Karabatic ne figure pas dans l'équipe du tournoi. L'équipe de France est toutefois représentée par trois joueurs, le gardien Thierry Omeyer, le pivot Bertrand Gille et l'arrière gauche Daniel Narcisse.
Le mondial 2009 a une importance particulière pour Nikola Karabatic. Ce mondial a lieu en Croatie, pays d'origine de son père. Les médias croates montent une rivalité entre lui et Ivano Balić, la star croate, en disant que le Français aurait déclaré que « je l'arrêterais comme je l'avais fait aux Jeux. ». Malgré les absences de Bertrand Gille – pause internationale –, et de Didier Dinart blessé et absent lors du début de la compétition, les Français dominent ce mondial même s'ils perdent face à la Croatie lors d'une rencontre sans enjeu pour la dernière journée du tour principal. La France élimine le Danemark sur le score de 27 à 22 en demi-finale pour retrouver en finale la Croatie. Lors de celle-ci, les deux équipes se tiennent jusqu'à la 48e minute atteinte sur le score de 18 partout. Les Français inscrivent alors trois buts sans en concéder un pour finalement remporter le titre sur le score de 24 à 19. Avec Guigou et Omeyer, il est élu dans la All Star Team du tournoi, le titre de meilleur joueur du tournoi étant attribué au Croate Igor Vori.

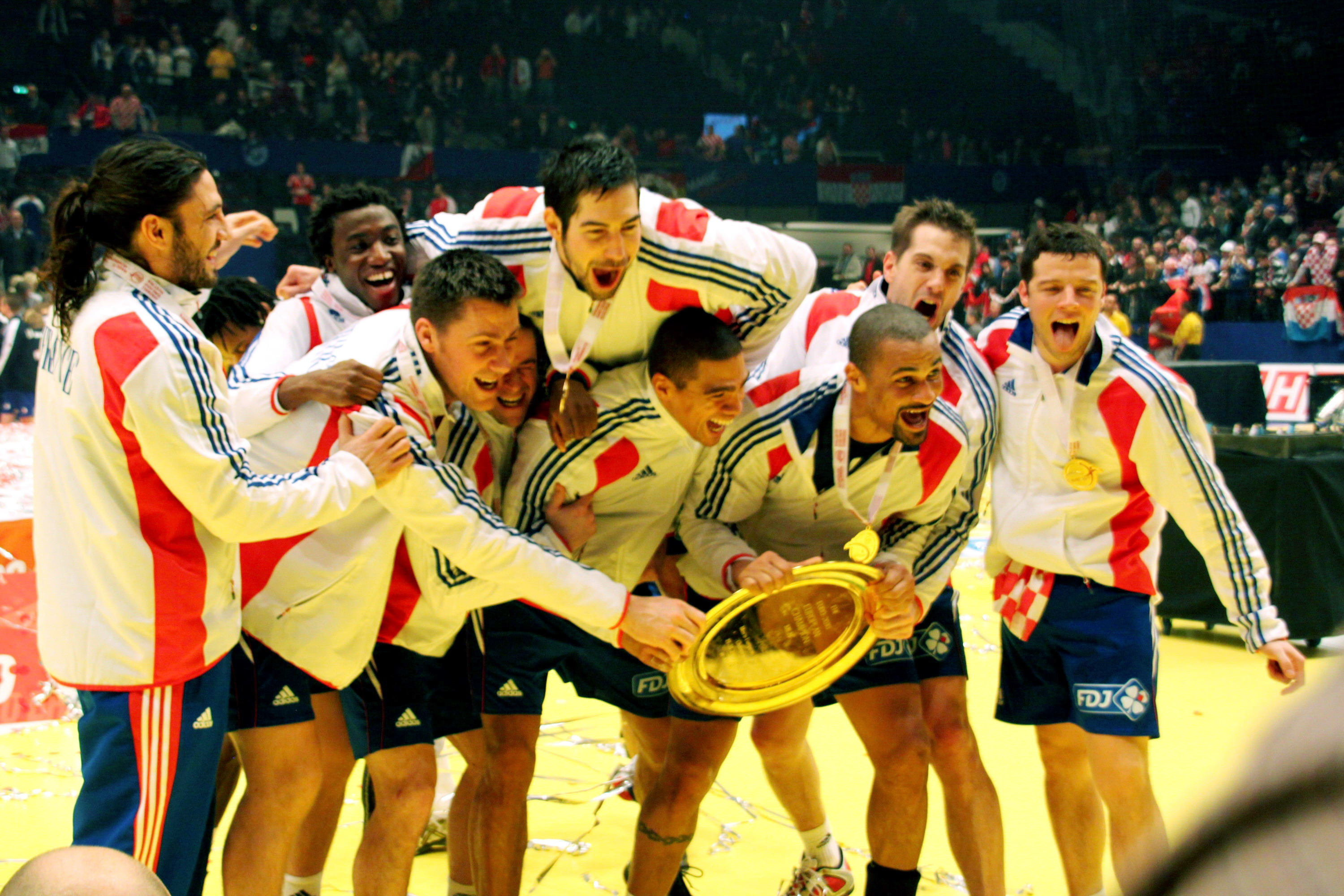
Les joueurs français célébrant le titre de champion d'Europe 2010.

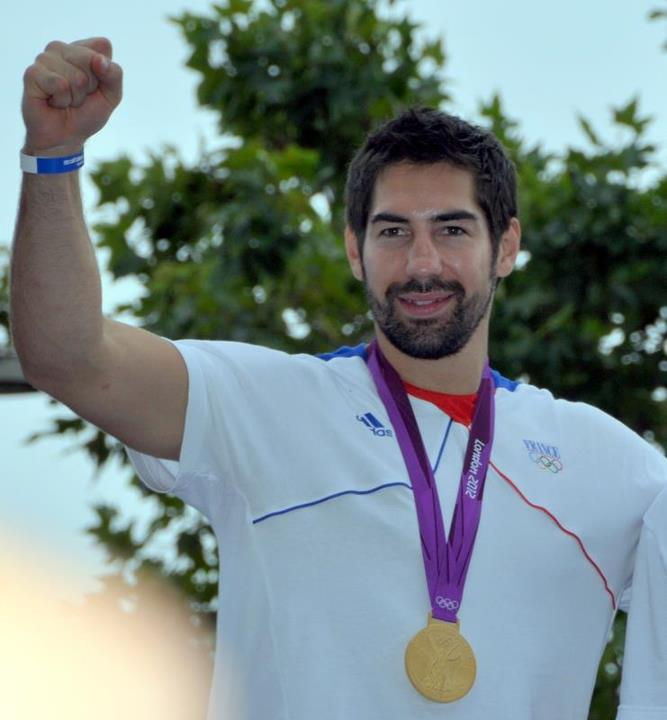
Nikola Karabatic au défilé des médaillés français des JO 2012.

La France entame le tour principal du championnat d'Europe 2010, disputé en Autriche, avec une victoire et un nul, face à l'Espagne. Lors de ce tour, elle remporte trois victoires, face à l'Allemagne, la Slovénie, entraînée par son ancien entraîneur Noka Serdarušić, et la Pologne. En demi-finale, la France élimine l'Islande sur le score de 36 à 28 avec un neuf sur neuf de Karabatic. Comme l'année précédente, la finale oppose la France à la Croatie. Après une première période où les Croates creusent deux fois un écart avant de se faire rejoindre, les Français prennent l'avantage en début de seconde période (17-13 à la 37e minute). Malgré une deuxième pénalité de Karabatic, les Français contrôlent la fin de rencontre et l'emportent 25 à 21. L'équipe de France devient la première sélection de handball à détenir en même temps les trois titres olympique, mondial et européen. Karabatic figure une nouvelle fois dans la meilleure équipe du tournoi. Il est accompagné d'un autre français, Luc Abalo. Le titre de meilleur joueur est attribué au joueur de République tchèque Filip Jicha.
Karabatic est de nouveau largement utilisé lors du mondial 2011 où la France est privée de Guillaume Gille et Daniel Narcisse. Avant la finale, son temps de jeu est de 6 heures et 53 minutes. Les jeunes William Accambray et Xavier Barachet prennent leurs responsabilités. Malgré un nul concédé face à l'Espagne lors du premier tour, la France atteint la demi-finale du tournoi. Opposée à la Suède qui évolue à domicile, la France connait une légère baisse de régime dans le dernier quart d'heure mais parvient à s'imposer sur le score de trois buts 29 à 26, Karabatic ajoutant trois buts aux huit de son coéquipier de Montpellier Michaël Guigou. Lors de la finale, Karabatic doit de nouveau s'employer, il marque dix buts (meilleur marqueur du match, à égalité avec le danois Mikkel Hansen), pour obtenir son deuxième titre mondial. La France s'impose après les dix minutes de la prolongation sur le score de 37 à 35. Sa prestation sur l'ensemble du tournoi lui vaut un titre de meilleur joueur du tournoi.
Dans un pays, la Serbie, qu'il considère comme sa seconde patrie, Nikola Karabatic connaît des difficultés lors des premiers matchs du championnat d'Europe 2012, avec trois buts sur sept tentatives et six pertes de balle lors de la défaite contre l'Espagne, puis un seul but face à la Russie. La France compromet fortement ses chances d'atteindre les demi-finales en s'inclinant lors du dernier match du premier tour face à la Hongrie, rencontre que Karabatic termine avec trois buts marqués sur quinze tirs et qu'il qualifie lui-même de « plus mauvais match de ma carrière internationale ». Malgré une victoire face à la Slovénie, il connaît encore des difficultés avec deux buts. Lors d'une rencontre face à la Croatie décisive dans l'optique d'une qualification, il ne parvient pas à inscrire le moindre but et concède une pénalité de deux minutes . Après la défaite sur le score de 29 à 22, la France est éliminée. Karabatic, blessé à la cuisse face aux Croates, ne dispute pas la dernière rencontre face à l'Islande. Il termine la compétition avec un bilan de neuf buts sur trente-quatre aux tirs, soit 26 % de réussite.

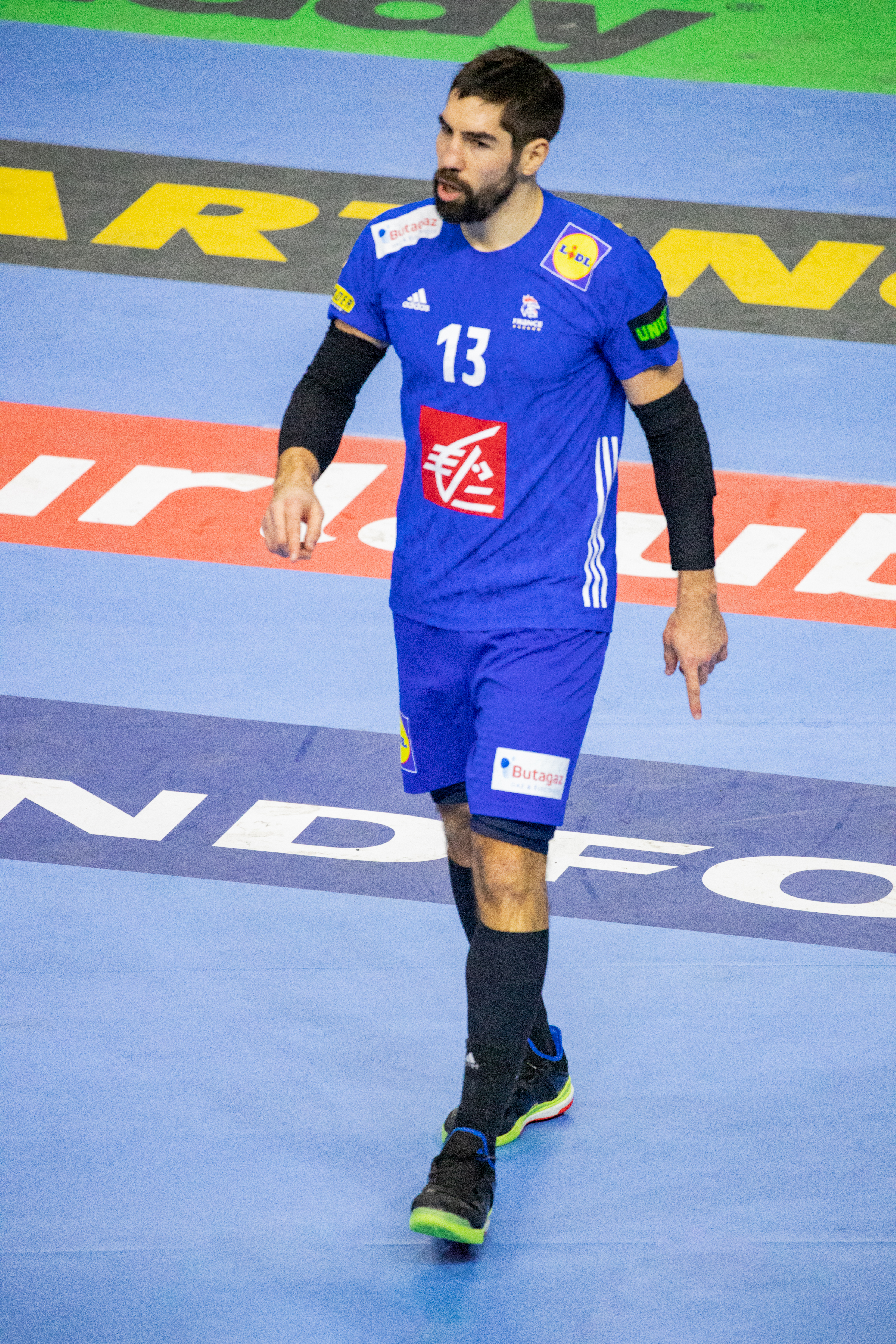
Nikola Karabatic lors du mondial 2019.

En avril 2019, Nikola Karabatic annonce dans le journal L'Équipe sa volonté de mettre un terme à sa carrière internationale après les Jeux olympiques dans le but de préserver au mieux sa santé. Victime d'une rupture des ligaments croisés en octobre 2020, il est forfait pour le Mondial 2021 et rate sa première compétition avec l'équipe de France depuis le Championnat du monde 2003. S'il rate également le tournoi de qualification olympique, il fait son retour sur les parquets en mai avec le PSG et est présélectionné pour participer aux Jeux olympiques de Tokyo.
À Tokyo, sous la direction de son ancien coéquipier Guillaume Gille avec qui il avait remporté sa première médaille d'or aux Jeux, à Pékin en 2008, Nikola Karabatic devient à 37 ans triple champion olympique, au même titre que Michaël Guigou et Luc Abalo, la France prenant en finale le 7 août 2021 sa revanche sur le Danemark (qui l'avait battue à Rio en 2016)  sur le score de 25-23. Si Guigou et Abalo prennent dans la foulée de ce titre leur retraite internationale, le désormais décuple médaillé d'or dans les grands championnats n'a pas indiqué qu'il allait en faire de même. Il pourrait ainsi à Paris en 2024 devenir le seul handballeur à avoir participé à six éditions des Jeux olympiques.
Le 18 janvier 2024, à l'occasion du deuxième match du tour principal du championnat d'Europe 2024 en Allemagne, il marque son 289e but dans un Euro, devenant alors le recordman des buteurs de la compétition devant l'Islandais Guðjón Valur Sigurðsson. La France remporte le championnat d'Europe 2024 en battant en finale le Danemark après prolongations sur le score de 33 à 31, donnant à Nikola Karabatic sa 4e médaille d'or dans cette compétition.

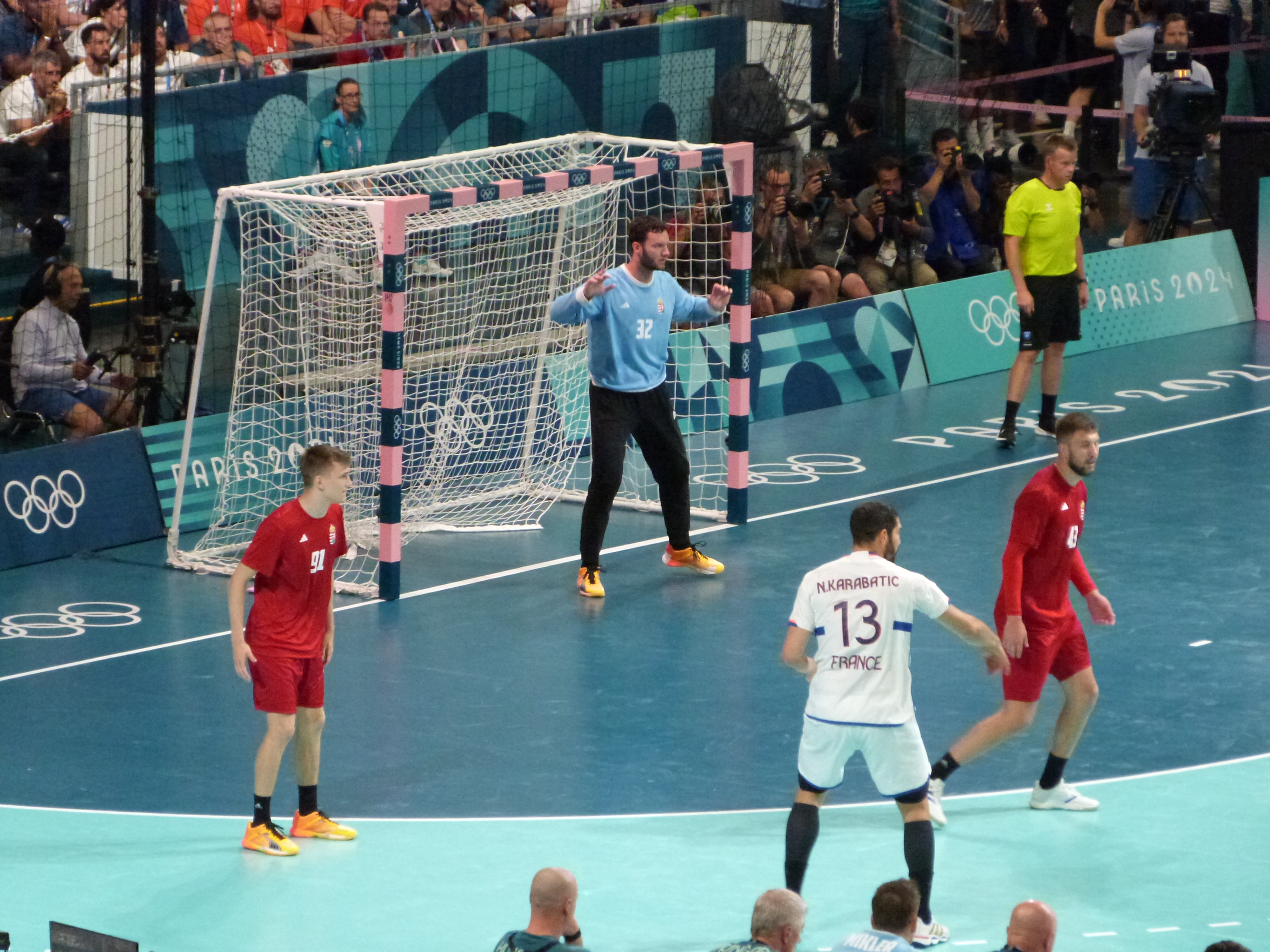
L'avant-dernier match de Karabatic à l'occasion des JO de Paris 2024 face à la Hongrie.

Les Jeux olympiques de Paris constituent la dernière compétition du GOAT du handball, avec l'objectif d'une quatrième médaille d'or olympique en six éditions. Mais le tournoi olympique ne se déroule pas comme espéré par Karabatic et les Français et après une phase de poule difficile, les Bleus sont finalement battus dès les quarts de finale.

### Condamnation judiciaire
Le 10 juillet 2015, il est reconnu coupable d'escroquerie et condamné à 10 000 euros d'amende par le tribunal de Montpellier où il était jugé pour escroquerie dans l'affaire des paris liés au match truqué de mai 2012 entre Cesson et Montpellier. Le 1er février 2017, la cour d'appel de Montpellier confirme le jugement : il est condamné à deux mois de prison avec sursis et à 10 000 euros d'amende.
Après que Nikola Karabatic a renoncé au pourvoi en cassation de la décision, la Ligue nationale de handball et la Fédération française de handball, considérant qu'il s'est rendu coupable d'un comportement non conforme aux principes et aux règles déontologiques applicables à la pratique du Handball, ont décidé de le suspendre  de toute compétition nationale (championnat et coupes) pour six matchs de suspension dont deux aménageables en travaux d'intérêt général,.

### Vie privée
Nikola Karabatic est issu d'une famille serbo-croate. Son père Branko Karabatić est originaire de Trogir en Croatie. Sa mère Radmila dite « Lala » est Serbe, de la région de Niš. La famille vit à Poljica, village de la municipalité de Marina, proche de Trogir. Il considère donc la Serbie comme son deuxième pays. Il a d’ailleurs reçu de la Fédération serbe de handball, une invitation à être joueur de l'équipe de Serbie, à la suite de l'affaire des paris,. Son père, handballeur, part jouer en France en D2, à l'ASL Robertsau, club du Nord de Strasbourg avant de devenir éducateur sportif. Toutefois, sa mère qui termine ses études de médecine, ne peut rejoindre son mari et Nikola Karabatic vit les premières années de sa vie à Niš. Il rejoint l'Alsace et le quartier strasbourgeois de la Robertsau en 1988 à 4 ans, à Strasbourg puis à Colmar en 1990. Puis, la famille rejoint Frontignan dans l'Hérault où Branko devient éducateur sportif et entraîneur au Thau Handball. Il gagnera avec ce club le titre de champion de France nationale 3 et champion outre-mer[réf. nécessaire]. Nikola Karabatic acquiert la nationalité française le 7 mars 1994, bénéficiant de l'effet collectif attaché à la naturalisation de ses parents.
Nikola Karabatic est très proche de ses parents : enfant, il passe beaucoup de temps avec son père et ses amis, attentif aux histoires et anecdotes concernant sa carrière de gardien de but, ancien international yougoslave : « Mon père était une star dans son sport, mon père, c'était mon idole. ». L'impossibilité pour sa mère de passer les équivalences de ses diplômes de médecin lui laisse un sentiment d'injustice. Son père Branko décède le 11 mai 2011 au matin, des suites d'un cancer.
Il est également très proche de son frère Luka, son cadet de quatre ans. Celui-ci se destinait tout d'abord au tennis, sport dans lequel il s'est spécialisé à l'âge de 10 ans. Puis, pendant le passage de Nikola Karabatic en Allemagne, son frère revient au sport qu'il pratiquait avec son frère dans son enfance, le handball. Il s'entraîne avec le centre de formation de Montpellier qu'il rejoint peu après. Six mois plus tard, il dispute ses premières rencontres avec l'ancien club de son frère. La présence de Luka à Montpellier, tout comme la présence de leur père dans l'encadrement du club — entraîneur des gardiens — figure parmi les éléments importants dans le choix de Nikola Karabatic de revenir dans son ancien club : « La présence de ma famille a beaucoup pesé dans ma décision, confie-t-il. Jouer chaque match aux côtés de mon frère Luka, sous les yeux de mes parents, c’est énorme. Que pourrais-je désirer de plus ? ». Les deux frères évoluent enfin sous le même maillot de l'équipe de France avec les débuts de Luka lors d'une tournée de l'équipe de France en Argentine ponctuée de deux rencontres amicales face à la sélection argentine.
Pendant quelques mois en 2010, il est en couple avec la Croate Blanka Vlašić, double championne du monde de saut en hauteur.
Il est en couple avec Géraldine Pillet. Leur fils, Alek, naît le 7 avril 2016. Le 6 août 2018, sa compagne accouche d'une petite fille du nom de Nora.

## Clubs successifs
- Colmar handball club : de 1990 à 1992 (catégories jeunes)
- Thau Handball Frontignan : de 1992 à 2000 (catégories jeunes)
- Montpellier Handball : de 2000 à 2005 (centre de formation puis professionnel)
- THW Kiel : de 2005 à 2009
- Montpellier Handball : de 2009 à janvier 2013
- Pays d'Aix UC : de février à juin 2013
- FC Barcelone : de 2013 à 2015
- Paris Saint-Germain : de 2015 à 2024

## Résultats
| Saison     | Clubs                | Clubs       | Clubs               | Clubs               | Clubs              | Clubs              | Équipe de France | Équipe de France | Équipe de France | Handballeur de l'année |
| Saison     | Club                 | Championnat | Coupe 1             | Coupe 2             | Supercoupe         | Europe             | CM               | CE               | JO               | Handballeur de l'année |
| ---------- | -------------------- | ----------- | ------------------- | ------------------- | ------------------ | ------------------ | ---------------- | ---------------- | ---------------- | ---------------------- |
| 2001-2002  | Montpellier Handball | Champion    | Vainqueur           | Demi-finale         | Pas de compétition | C2 : 1/4 finale    |                  |                  |                  |                        |
| 2002-2003  | Montpellier Handball | Champion    | Vainqueur           | Finaliste           | Pas de compétition | C1 : Vainqueur     | -                |                  |                  |                        |
| 2003-2004  | Montpellier Handball | Champion    | Pas de comp.        | Vainqueur           | Pas de compétition | C1 : 1/8 finale    |                  | 6e               | 5e               |                        |
| 2004-2005  | Montpellier Handball | Champion    | Vainqueur           | Vainqueur           | Pas de compétition | C1 : 1/2 finale    |                  |                  |                  |                        |
| 2005-2006  | THW Kiel             | Champion    | 1/4 finale          | Pas de compétition  | Vainqueur          | C1 : 1/4 finale    |                  |                  |                  |                        |
| 2006-2007  | THW Kiel             | Champion    | Vainqueur           | Pas de compétition  | Finaliste          | C1 : Vainqueur     | 4e               |                  |                  | 1er                    |
| 2007-2008  | THW Kiel             | Champion    | Vainqueur           | Pas de compétition  | Vainqueur          | C1 : Finaliste     |                  |                  |                  |                        |
| 2008-2009  | THW Kiel             | Champion    | Vainqueur           | Pas de compétition  | Vainqueur          | C1 : Finaliste     |                  |                  |                  | 2e                     |
| 2009-2010  | Montpellier AHB      | Champion    | Vainqueur           | Vainqueur           | Pas de compétition | C1 : 1/4 finale    |                  |                  |                  | 2e                     |
| 2010-2011  | Montpellier AHB      | Champion    | 1/4 finale          | Vainqueur           | Vainqueur          | C1 : 1/4 finale    |                  |                  |                  | 2e                     |
| 2011-2012  | Montpellier AHB      | Champion    | Vainqueur           | Vainqueur           | Vainqueur          | C1 : 1/8 finale    |                  | 11e              |                  |                        |
| 08-12/2012 | Montpellier AHB      | -           | -                   | 1/4 finale          | 3e                 | -                  | 6e               |                  |                  |                        |
| 01-06/2013 | Pays d'Aix UC        | 9e          | 1/8 finale          | -                   | -                  | -                  | 6e               |                  |                  |                        |
| 2013-2014  | FC Barcelone         | Champion    | Vainqueur           | Vainqueur           | Vainqueur          | C1 : 3e            |                  |                  |                  | 1er                    |
| 2014-2015  | FC Barcelone         | Champion    | Vainqueur           | Vainqueur           | Vainqueur          | C1 : Vainqueur     |                  |                  |                  | 2e                     |
| 2015-2016  | Paris Saint-Germain  | Champion    | Finaliste           | Finaliste           | Vainqueur          | C1 : 3e            |                  | 5e               |                  | 1er                    |
| 2016-2017  | Paris Saint-Germain  | Champion    | 1/8 finale          | Vainqueur           | Vainqueur          | C1 : Finaliste     |                  |                  |                  | annulée                |
| 2017-2018  | Paris Saint-Germain  | Champion    | Vainqueur           | Vainqueur           | Finaliste          | C1 : 3e            |                  |                  |                  |                        |
| 2018-2019  | Paris Saint-Germain  | Champion    | 1/4 de finale       | Vainqueur           | 4e                 | C1 : 1/4 de finale |                  |                  |                  |                        |
| 2019-2020  | Paris Saint-Germain  | Champion    | annulé (1/2 finale) | annulé (1/2 finale) | Vainqueur          | C1 : 3e            |                  | 14e              |                  |                        |
| 2020-2021  | Paris Saint-Germain  | Champion    | [ NB 6 ]            | Pas de compétition  | Pas de compétition | C1 : 3e            |                  |                  |                  |                        |
| 2021-2022  | Paris Saint-Germain  | Champion    | Vainqueur           | Demi-finale         | Pas de compétition | C1 : 1/4 de finale |                  | 4e               |                  |                        |
| 2022-2023  | Paris Saint-Germain  | Champion    | Finaliste           | Pas de compétition  | Finaliste          | C1 : 4e            |                  |                  |                  |                        |
| 2023-2024  | Paris Saint-Germain  | Champion    | Finaliste           | Pas de compétition  | Vainqueur          | C1 : 1/4 de finale |                  |                  | 8e               |                        |
| Total      | Total                | 22/23       | 12/17               | 10/16               | 11/13              | 3/15               | 4/9              | 4/9              | 3/5              | 3/16                   |

Notes du tableau
1. ↑  L'élection à l'année N est indiqué à la saison N-1/N
2. ↑  Coupes de France, d'Allemagne ou d'Espagne
3. ↑  Coupe de la Ligue (France) ou Coupe ASOBAL (Espagne) ; pas d'équivalent en Allemagne
4. ↑  Trophée des Champions (France), Supercoupe d'Allemagne ou Supercoupe d'Espagne
5. ↑  C2 : Coupe des Vainqueurs de Coupe et C1 : Ligue Des Champions
6. ↑  Blessé, Nikola Karabatic n'a pas joué l'unique match de la Coupe de France 2020-2021 et ne peut donc pas se voir attribuer ce titre.

### Palmarès en club
| Compétitions internationales (6) | Coupes nationales (33) |
| --- | --- |
| - Ligue des champions (C1) (3) : 2003, 2007, 2015 - Supercoupe d'Europe (1) : 2007 - Coupe du monde des clubs (2) : 2014, 2015                                                                                                | - Coupe de France (7) : 2002, 2003, 2005, 2010, 2012, 2018, 2022 - Coupe de la Ligue française (8) : 2004, 2005, 2010, 2011, 2012, 2017, 2018, 2019 - Trophée des champions (6) : 2010, 2011, 2015, 2016, 2019, 2023 - Coupe d'Allemagne (3) : 2007, 2008, 2009 - Supercoupe d'Allemagne (3) : 2005, 2007, 2008 - Coupe du Roi (2) : 2014, 2015 - Coupe ASOBAL (2) : 2014, 2015 - Supercoupe d'Espagne (2) : 2014, 2015 |
| Championnats nationaux (22) | - Coupe de France (7) : 2002, 2003, 2005, 2010, 2012, 2018, 2022 - Coupe de la Ligue française (8) : 2004, 2005, 2010, 2011, 2012, 2017, 2018, 2019 - Trophée des champions (6) : 2010, 2011, 2015, 2016, 2019, 2023 - Coupe d'Allemagne (3) : 2007, 2008, 2009 - Supercoupe d'Allemagne (3) : 2005, 2007, 2008 - Coupe du Roi (2) : 2014, 2015 - Coupe ASOBAL (2) : 2014, 2015 - Supercoupe d'Espagne (2) : 2014, 2015 |
| - Championnat de France (16) : 2002, 2003, 2004, 2005, 2010, 2011, 2012, 2016, 2017, 2018, 2019, 2020, 2021, 2022, 2023, 2024 - Championnat d'Allemagne (4) : 2006, 2007, 2008, 2009 - Championnat d'Espagne (2) : 2014, 2015 | - Coupe de France (7) : 2002, 2003, 2005, 2010, 2012, 2018, 2022 - Coupe de la Ligue française (8) : 2004, 2005, 2010, 2011, 2012, 2017, 2018, 2019 - Trophée des champions (6) : 2010, 2011, 2015, 2016, 2019, 2023 - Coupe d'Allemagne (3) : 2007, 2008, 2009 - Supercoupe d'Allemagne (3) : 2005, 2007, 2008 - Coupe du Roi (2) : 2014, 2015 - Coupe ASOBAL (2) : 2014, 2015 - Supercoupe d'Espagne (2) : 2014, 2015 |

### Palmarès en équipe de France
| Jeux olympiques                                                      | Championnats du monde                                                           | Championnats d'Europe                                                            |
| -------------------------------------------------------------------- | ------------------------------------------------------------------------------- | -------------------------------------------------------------------------------- |
| - Champion : 2008, 2012, 2020 - Finaliste : 2016 - Troisième : néant | - Champion : 2009, 2011, 2015, 2017 - Finaliste : 2023 - Troisième : 2005, 2019 | - Champion : 2006, 2010, 2014, 2024 - Finaliste : néant - Troisième : 2008, 2018 |

### Distinctions et décorations
Nikola Karabatic a toujours eu l'ambition de devenir le meilleur handballeur mondial de l'année. Il réalise cet objectif le 6 août 2008 lorsqu'il est officiellement nommé meilleur handballeur IHF de l'année 2007 par la Fédération internationale de handball (IHF : International Handball Federation) pour la première fois de sa carrière. Il devient ainsi le quatrième Français à recevoir cet honneur après Jackson Richardson, Stéphane Stoecklin, Bertrand Gille. L'année suivante, c'est son compatriote et coéquipier Thierry Omeyer qui lui succède au palmarès. Nikola Karabatic est de nouveau nommé pour postuler au titre de meilleur joueur du monde de l'année 2009. Si la Française Allison Pineau est récompensé chez les femmes, Karabatic doit se contenter de la deuxième place derrière le gardien polonais Slawomir Szmal,. En 2010, le tchèque Filip Jicha (31 % des votes) devance Karabatic (deuxième avec 28 %) et Omeyer (troisième avec 17 %). En février 2015 il est consacré meilleur joueur du monde 2014 pour la seconde fois (avec 33,7 %) devant Mikkel Hansen (21 %) et Thierry Omeyer (19,5 %).
Avec l'équipe de France, Nikola Karabatic reçoit de nombreuses nominations dans les meilleures équipes des compétitions : il est élu meilleur arrière gauche de l'Euro 2004, et du mondial 2007. Il reçoit également le titre de meilleur joueur de l'Euro 2008, compétition dont il termine également meilleur buteur. Il est distingué meilleur demi-centre du mondial 2009 et de l'Euro 2010. Lors du mondial 2011, il est de nouveau récompensé à titre individuel avec un titre de meilleur joueur de la compétition. Il fait partie, au poste de demi-centre, de l'équipe type désignée par l'IHF lors du tournoi olympique de 2012 à Londres. Il reçoit à nouveau le titre de meilleur joueur pour l'Euro 2014. Au Championnat du monde 2015, remporté par les français, il est élu meilleur demi-centre de la compétition.
Il reçoit également des récompenses pour ses prestations dans les compétitions de club : il est ainsi désigné meilleur arrière gauche du championnat de France en 2004 et 2005. Après son retour à Montpellier, il reçoit les titres de meilleur joueur et meilleur demi-centre du championnat de France 2010. Il est de nouveau récompensé du titre de meilleur joueur au terme de la saison 2012-2013.
Lors de son passage à Kiel, il obtient tout d'abord le titre de meilleur arrière gauche 2006 et est nommé à la deuxième place du classement des joueurs de la Bundesliga derrière l'ailier gauche Guðjón Valur Sigurðsson de VfL Gummersbach. Il obtient ensuite à deux reprises le titre de meilleur handballeur de l'année en Allemagne, en 2007 et 2008. Il est également le meilleur buteur de la Ligue des champions 2006-2007 avec 89 buts marqués.
Avec toute l'équipe de France de handball championne olympique 2008 à Pékin, il est élevé au grade de chevalier de la Légion d'honneur.
Il obtient également d'autres récompenses comme un titre de meilleur joueur du Tournoi de Paris Île-de-France en 2007 et 2011.
Le 12 décembre 2011 à La Plagne, il reçoit le trophée de Champion des Champions France 2011 décerné par le journal l'Équipe. Il est le deuxième handballeur à recevoir cette récompense, le premier étant Jackson Richardson en 2001.
Le résumé de ses principales récompenses et distinctions est le suivant :
- élection du meilleur handballeur mondial de l'année
  - élu meilleur joueur mondial de l'année (3) : 2007, 2014 et 2016
  - nommé en 2009 (2e), 2010 (2e), 2011 (3e), 2015 (2e) et 2017 (annulé)
- avec l'équipe de France
  - élu meilleur joueur du championnat d'Europe (2) : 2008 et 2014
  - élu meilleur joueur du championnat du monde (2) : 2011, 2017
  - élu meilleur arrière gauche du championnat d'Europe (1) : 2004
  - élu meilleur arrière gauche du championnat du monde (1) : 2007
  - élu meilleur demi-centre du championnat du monde (2) : 2009 et 2015
  - élu meilleur demi-centre du championnat d'Europe (1) : 2010
  - élu meilleur demi-centre des Jeux olympiques (2) : 2012 et 2016
  - meilleur buteur du championnat d'Europe (1) : 2008

- en clubs
  - élu meilleur joueur de la saison en France (4) : saisons 2009-2010, 2012-2013, 2016-2017 et 2017-2018
  - élu meilleur joueur de l'année en Allemagne (2) : années 2007 et 2008
  - élu meilleur joueur de la saison en Allemagne (2) : saisons 2006-2007 et 2007-2008
  - élu meilleur joueur de la saison en Espagne (2) : saisons 2013-2014 et 2014-2015
  - élu meilleur arrière gauche du championnat de France (2) : saisons 2003-2004 et 2004-2005
  - élu meilleur demi-centre du championnat de France (3) : saison 2009-2010, 2015-2016 et 2016-2017
  - élu meilleur demi-centre de la Ligue des champions en 2017-2018
  - meilleur buteur de la Ligue des champions 2006-2007 avec 89 buts marqués
- autres récompenses et distinctions
  -  Chevalier de la Légion d'honneur en 2008
  - Trophée du Champion des Champions France 2011 décerné par le journal l'Équipe
  - Élu dans l’équipe « 7 Monde » par le journal L’Équipe en 2013[147].

## Statistiques
| Saison                | Club                  | Championnat           | Championnat | Championnat | Coupe nationale | Coupe nationale | Coupe de la Ligue | Coupe de la Ligue | Supercoupe | Supercoupe | Compétition(s) continentale(s) | Compétition(s) continentale(s) | Compétition(s) continentale(s) | Supercoupe EHF | Supercoupe EHF | Super Globe | Super Globe | Total | Total |
| Saison                | Club                  | Division              | M.          | B.          | M.              | B.              | M.                | B.                | M.         | B.         | Comp.                          | M.                             | B.                             | M.             | B.             | M.          | B.          | M.    | B.    |
| 2001-2002             | Montpellier Handball  | Division 1            | 14          | 23          | 0               | 0               | -                 | -                 | -          | -          | CVC                            | 0                              | 0                              | -              | -              | -           | -           | 14    | 23    |
| 2002-2003             | Montpellier Handball  | Division 1            | 22          | 57          | -               | -               | -                 | -                 | -          | -          | LDC                            | 11                             | 43                             | -              | -              | -           | -           | 33    | 100   |
| 2003-2004             | Montpellier Handball  | Division 1            | 23          | 70          | -               | -               | 0                 | 0                 | -          | -          | LDC                            | 8                              | 31                             | 2              | 5              | -           | -           | 33    | 106   |
| 2004-2005             | Montpellier Handball  | Division 1            | 25          | 88          | 0               | 0               | -                 | -                 | -          | -          | LDC                            | 12                             | 56                             | -              | -              | -           | -           | 37    | 144   |
| Sous-total            | Sous-total            | Sous-total            | 84          | 238         | 0               | 0               | 0                 | 0                 | -          | -          | -                              | 31                             | 130                            | 2              | 5              | -           | -           | 117   | 373   |
| 2005-2006             | THW Kiel              | Bundesliga            | 34          | 226         | 5               | 28              | -                 | -                 | 0          | 0          | LDC                            | 10                             | 51                             | -              | -              | -           | -           | 49    | 305   |
| 2006-2007             | THW Kiel              | Bundesliga            | 32          | 205         | 5               | 48              | -                 | -                 | 0          | 0          | LDC                            | 13                             | 89                             | 0              | 0              | -           | -           | 50    | 342   |
| 2007-2008             | THW Kiel              | Bundesliga            | 30          | 216         | 5               | 27              | -                 | -                 | 0          | 0          | LDC                            | 14                             | 87                             | 0              | 0              | -           | -           | 49    | 330   |
| 2008-2009             | THW Kiel              | Bundesliga            | 26          | 110         | 5               | 21              | -                 | -                 | 0          | 0          | LDC                            | 14                             | 62                             | -              | -              | -           | -           | 45    | 193   |
| Sous-total            | Sous-total            | Sous-total            | 122         | 757         | 20              | 124             | 0                 | 0                 | -          | -          | -                              | 51                             | 289                            | 0              | 0              | -           | -           | 193   | 1170  |
| 2009-2010             | Montpellier Handball  | Division 1            | 19          | 83          | 0               | 0               | 0                 | 0                 | -          | -          | LDC                            | 13                             | 63                             | -              | -              | -           | -           | 32    | 146   |
| 2010-2011             | Montpellier Handball  | Division 1            | 22          | 112         | 0               | 0               | 0                 | 0                 | -          | -          | LDC                            | 13                             | 62                             | -              | -              | -           | -           | 35    | 174   |
| 2011-2012             | Montpellier Handball  | Division 1            | 26          | 76          | 0               | 0               | 0                 | 0                 | -          | -          | LDC                            | 12                             | 56                             | -              | -              | -           | -           | 38    | 132   |
| 2012-2013             | Montpellier Handball  | Division 1            | 9           | 54          | 0               | 0               | 0                 | 0                 | -          | -          | LDC                            | 4                              | 16                             | -              | -              | -           | -           | 13    | 70    |
| Sous-total            | Sous-total            | Sous-total            | 76          | 325         | 0               | 0               | 0                 | 0                 | -          | -          | -                              | 42                             | 197                            | -              | -              | -           | -           | 118   | 522   |
| 2012-2013             | Pays d'Aix UCH        | Division 1            | 13          | 80          | 0               | 0               | 0                 | 0                 | -          | -          | -                              | -                              | -                              | -              | -              | -           | -           | 13    | 80    |
| Sous-total            | Sous-total            | Sous-total            | 13          | 80          | 0               | 0               | 0                 | 0                 | -          | -          | -                              | -                              | -                              | -              | -              | -           | -           | 13    | 80    |
| 2013-2014             | FC Barcelone          | Liga ASOBAL           | 28          | 123         | 0               | 0               | 0                 | 0                 | 0          | 0          | LDC                            | 16                             | 72                             | -              | -              | 5           | 16          | 49    | 211   |
| 2014-2015             | FC Barcelone          | Liga ASOBAL           | 24          | 99          | 0               | 0               | 0                 | 0                 | 0          | 0          | LDC                            | 15                             | 75                             | -              | -              | 5           | 14          | 44    | 188   |
| Sous-total            | Sous-total            | Sous-total            | 52          | 222         | 0               | 0               | 0                 | 0                 | -          | -          | -                              | 31                             | 147                            | -              | -              | 10          | 30          | 93    | 399   |
| 2015-2016             | Paris Saint-Germain   | Division 1            | 18          | 77          | 0               | 0               | 2                 | 8                 | 2          | 8          | LDC                            | 18                             | 90                             | -              | -              | -           | -           | 40    | 183   |
| 2016-2017             | Paris Saint-Germain   | Starligue             | 25          | 98          | 0               | 0               | 4                 | 18                | 2          | 8          | LDC                            | 18                             | 79                             | -              | -              | 3           | 14          | 52    | 217   |
| 2017-2018             | Paris Saint-Germain   | Starligue             | 22          | 80          | 5               | 20              | 3                 | 14                | 2          | 6          | LDC                            | 18                             | 72                             | -              | -              | -           | -           | 50    | 192   |
| 2018-2019             | Paris Saint-Germain   | Starligue             | 16          | 30          | 2               | 2               | 2                 | 4                 | 2          | 5          | LDC                            | 11                             | 29                             | -              | -              | -           | -           | 33    | 70    |
| 2019-2020             | Paris Saint-Germain   | Starligue             | 18          | 59          | 3               | 3               | 1                 | 5                 | 1          | 3          | LDC                            | 14                             | 42                             | -              | -              | -           | -           | 37    | 112   |
| 2020-2021             | Paris Saint-Germain   | Starligue             | 8           | 32          | 0               | 0               | 0                 | 0                 | 0          | 0          | LDC                            | 5                              | 12                             | -              | -              | -           | -           | 13    | 44    |
| 2021-2022             | Paris Saint-Germain   | Starligue             | 28          | 71          | 3               | 10              | 2                 | 4                 | 0          | 0          | LDC                            | 17                             | 51                             | -              | -              | -           | -           | 50    | 136   |
| 2022-2023             | Paris Saint-Germain   | Starligue             | 11          | 22          | 0               | 0               | 0                 | 0                 | 1          | 2          | LDC                            | 8                              | 31                             | -              | -              | -           | -           | 20    | 55    |
| 2023-2024             | Paris Saint-Germain   | Starligue             | 0           | 0           | 0               | 0               | 0                 | 0                 | 0          | 0          | LDC                            | 17                             | 29                             | -              | -              | -           | -           | 17    | 29    |
| Sous-total            | Sous-total            | Sous-total            | 146         | 469         | 13              | 35              | 14                | 53                | 10         | 32         | -                              | 126                            | 435                            | -              | -              | 3           | 14          | 312   | 1038  |
| Total sur la carrière | Total sur la carrière | Total sur la carrière | 493         | 2092        | 33              | 159             | 14                | 53                | 10         | 32         | -                              | 281                            | 1198                           | 2              | 5              | 13          | 44          | 846   | 3583  |

## Galerie

Portraits de Nikola Karabatic
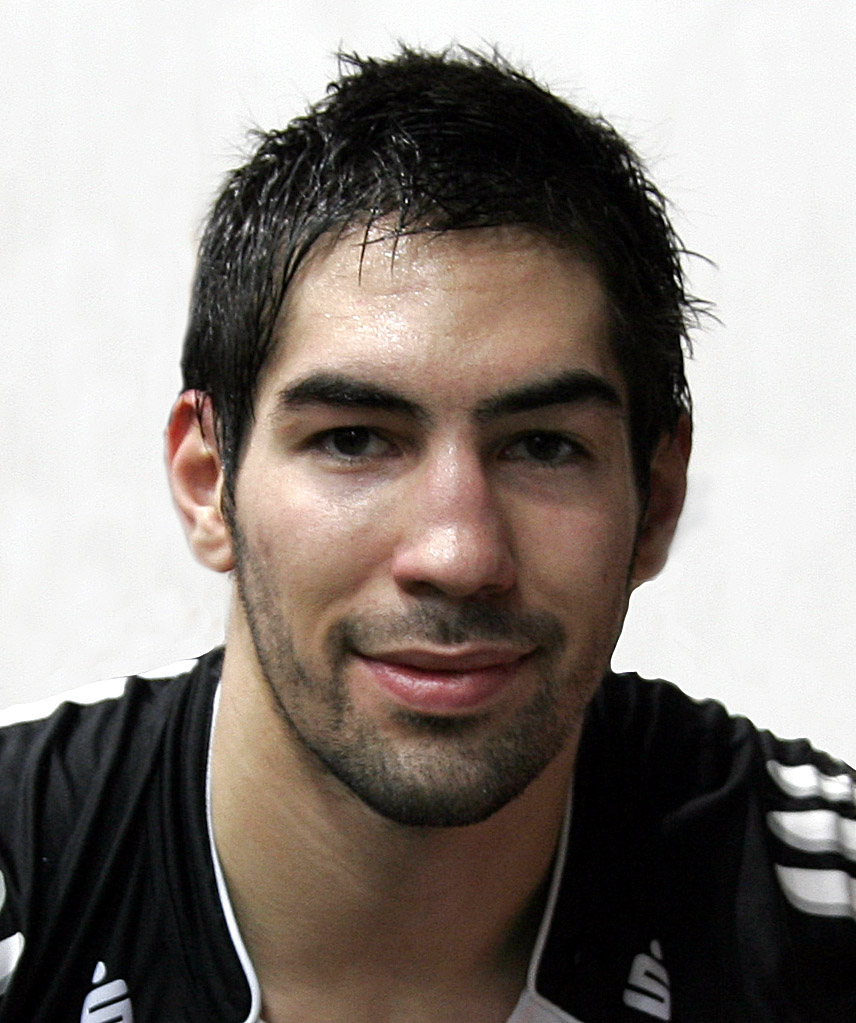
En 2006.
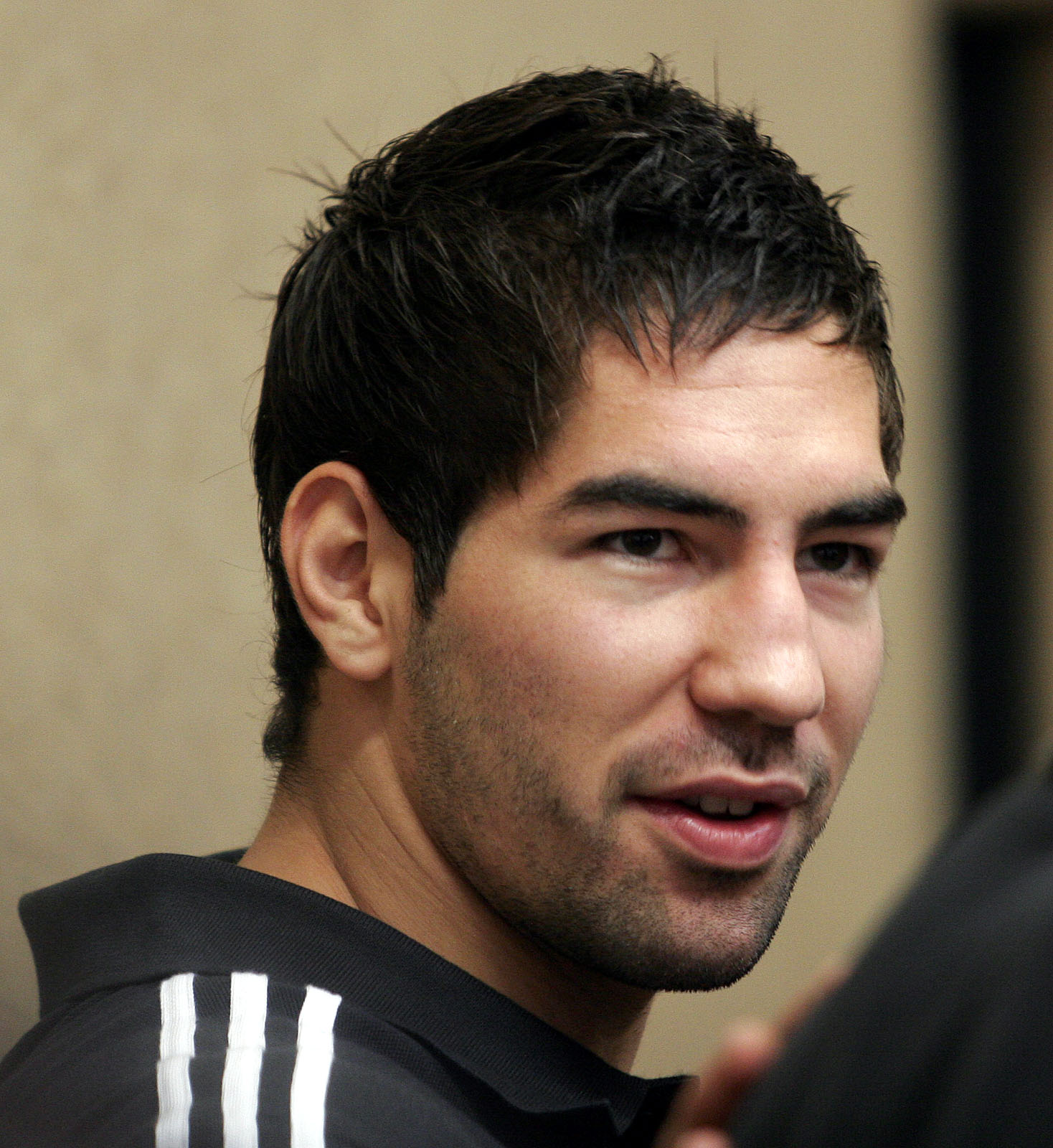
En 2007.
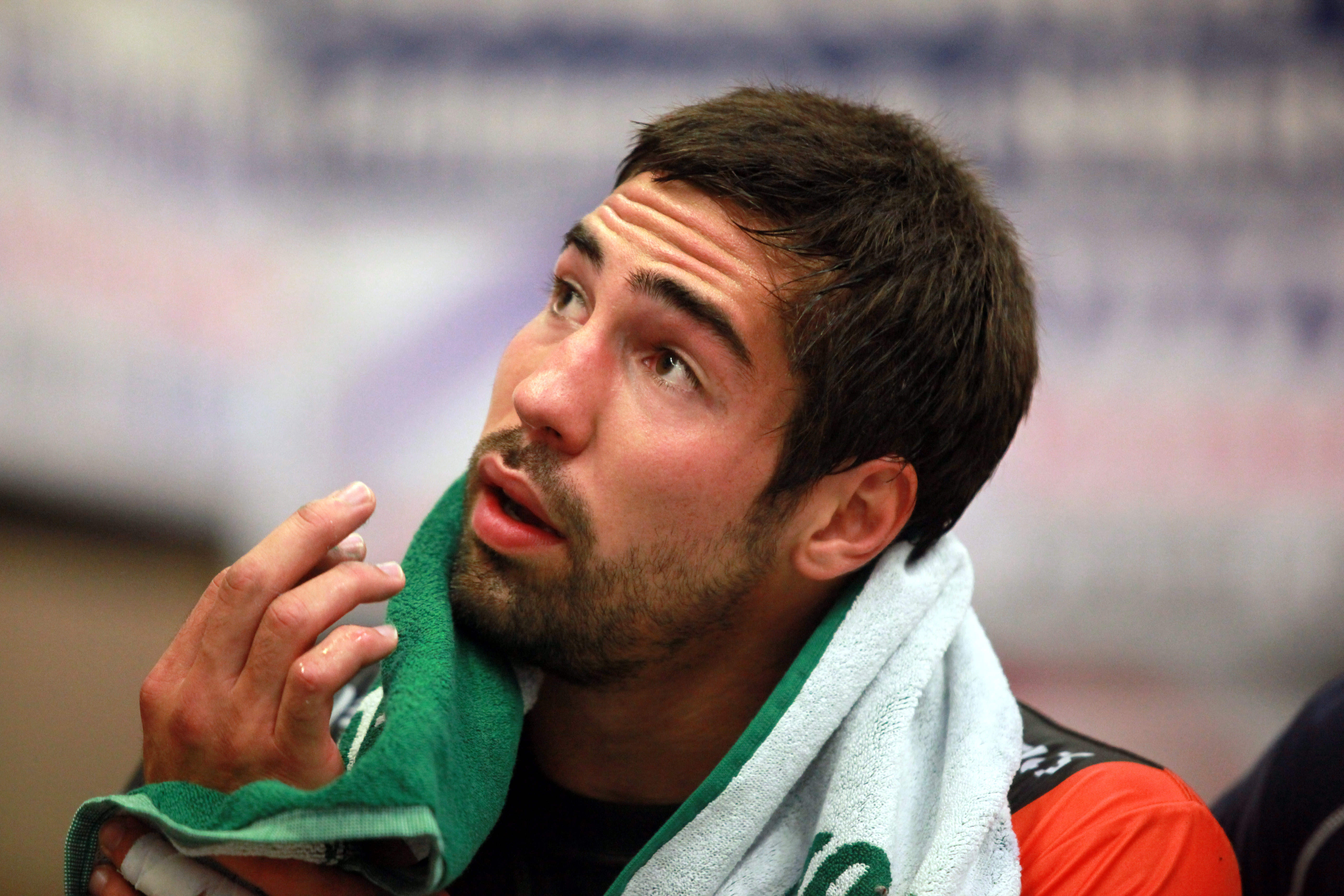
En 2010.
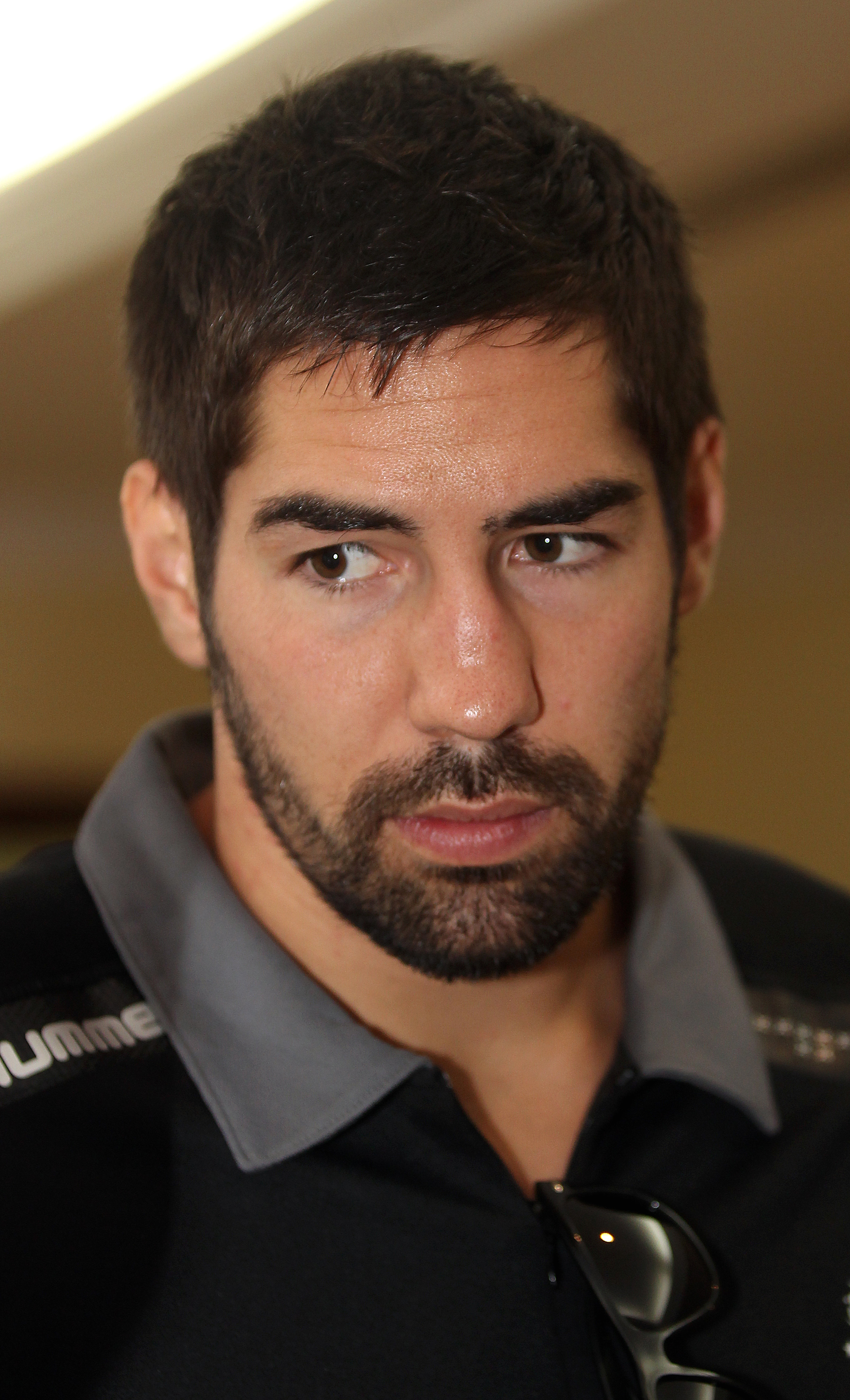
En 2012.
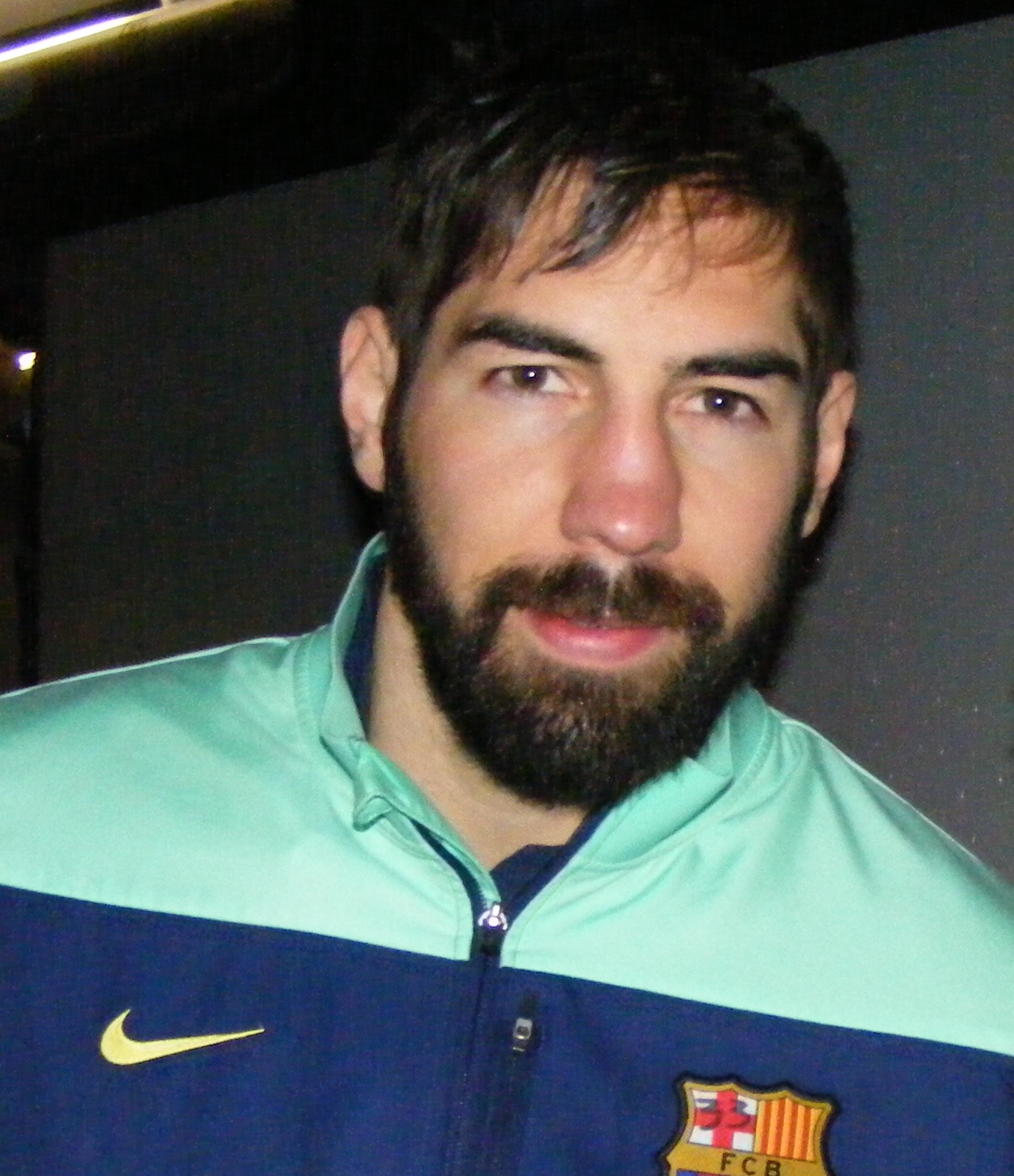
En 2014.
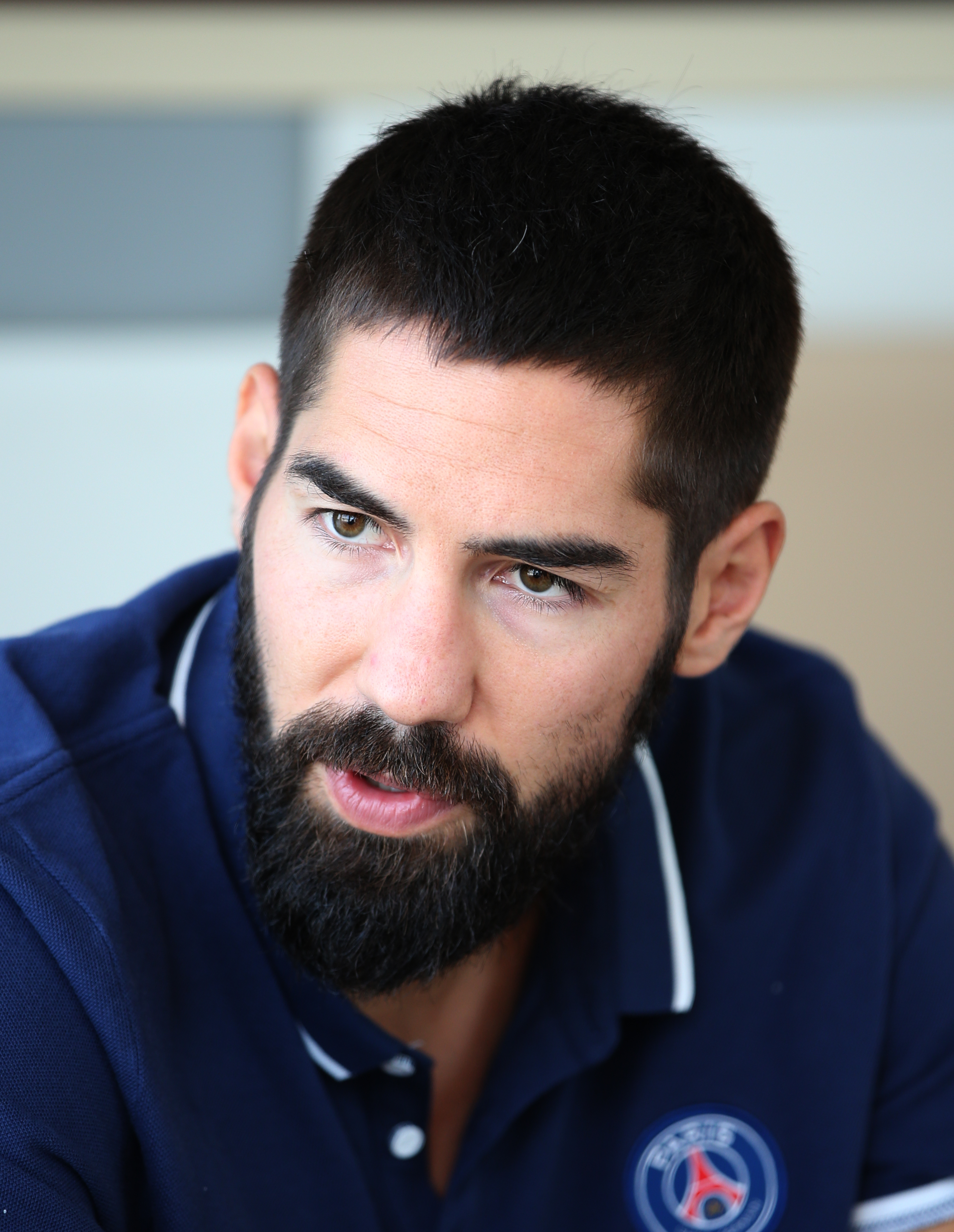
En 2015.
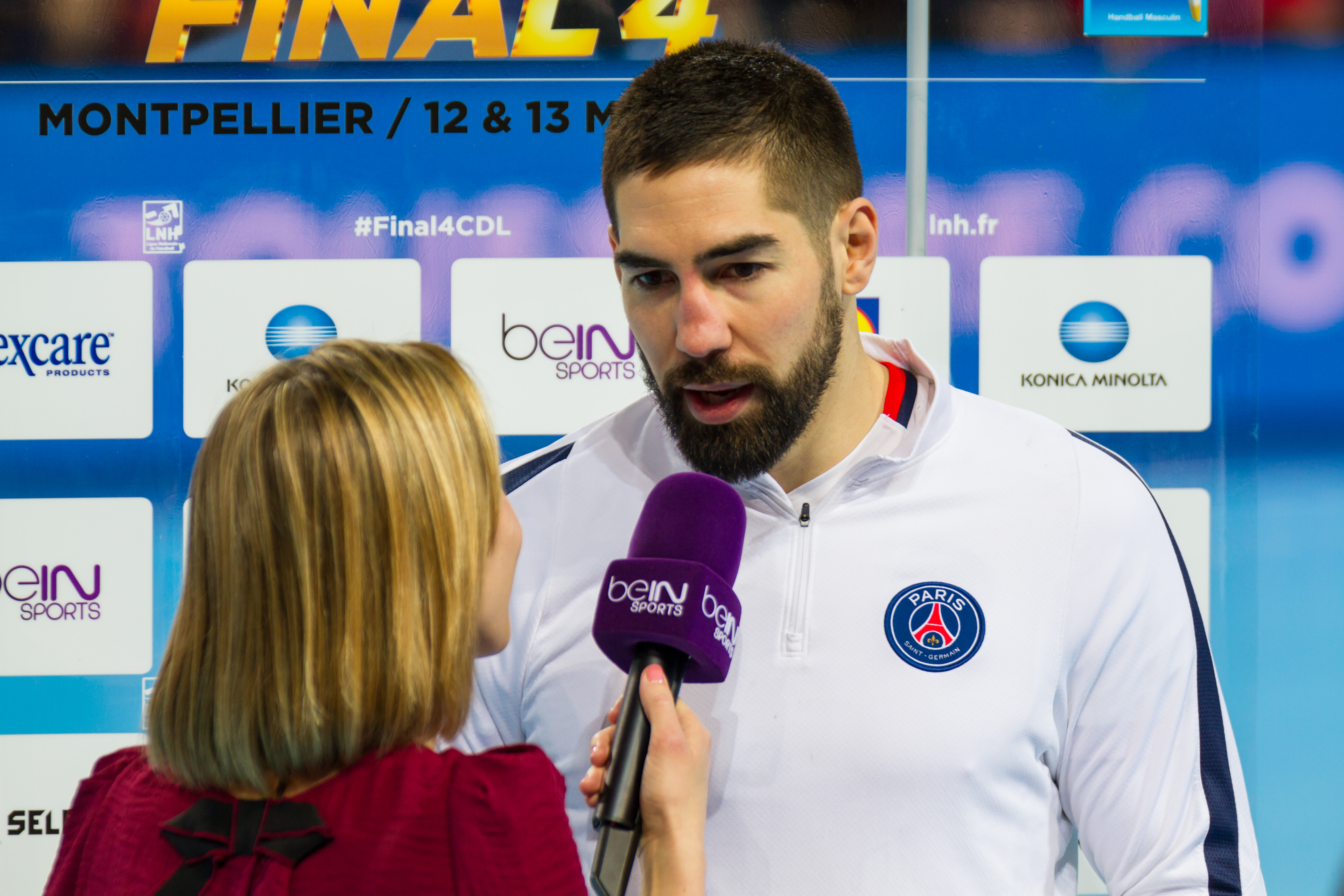
En 2016.

## Revenus et autres activités
Dans le cadre de ses campagnes avec l'équipe de France, Nikola Karabatic se voit accorder, au même titre que ses coéquipiers, des primes liés aux résultats obtenus. Ainsi, en 2008, la place de troisième du championnat d'Europe accorde une prime de 20 000 euros. Les joueurs reçoivent également 50 000 euros, prime accordée par le Comité national olympique et sportif français (CNOSF) pour une médaille d'or lors des Jeux olympiques de 2008 à Pékin. Cette prime est également augmentée par une prime de 45 000 euros de la Fédération française de handball. Lors des Jeux de Londres, la prime accordée par le CNOSF pour une médaille d'or est de nouveau de 50 000 euros.
La fédération française alloue une prime de 50 000 euros en 2010 pour la victoire en finale du championnat d'Europe. Celle-ci se décompose alors en deux parties : 40 000 euros pour la victoire et 10 000 euros supplémentaires pour la qualification aux prochaines compétitions. La fédération applique une politique de parité entre les équipes hommes et femmes : ainsi les joueuses de l'équipe de France féminine, vice-championne du monde 2010, reçoivent 25 000 euros, prime définie pour une deuxième place. Des indemnités journalières, d'un montant de 185 euros en 2010, s'ajoutent également à ces primes. La prime pour le titre mondial de 2011 est 40 000 euros. Pour la victoire lors du championnat d'Europe 2014, la prime obtenue par chacun des joueurs français est également de 40 000 euros.
Selon l'Équipe Magazine du 4 avril 2009, les revenus de Nikola Karabatic sont de 500 000 euros annuels, ce qui le place au premier rang des handballeurs français. Cela le place en dessous du salaire moyen d'un footballeur de Ligue 1 qui est alors de 547 000 euros.
À titre individuel, il possède plusieurs sponsors comme L'Oréal, Mennen ou Adidas son principal partenaire avec environ 25 000 euros par an,. Cette dernière marque est également l'équipementier officiel de l'équipe de France et ajoute également une prime de 30 000 euros pour le titre olympique. En janvier 2011, Adidas diffuse une publicité mettant en scène quatre joueurs de l'équipe de France. Ceux-ci sont présentés sous la forme de personnages de bandes dessinées : Thierry Omeyer est « le Mur », Jérôme Fernandez « Captain Vision », Michaël Guigou « Elastic Man » et Nikola Karabatic « L'Homme de fer ».
Nikola Karabatic participe également à des activités caritatives. Il est ainsi un des parrains de l'association ELA (Association européenne contre les leucodystrophies). À ce titre, il a donné le coup d'envoi fictif de la rencontre de football France-Serbie du 10 septembre 2008 au Stade de France. Lors de cette même année 2008, il participe également à l'émission de jeux « Attention à la marche ! » animée par Jean-Luc Reichmann, toujours au profit de l'association ELA. Dans le cadre de ses activités caritatives, il pose également pour les éditions 2009, 2011, 2014, 2015 et 2017 du calendrier des Dieux du stade.
Avant les Jeux olympiques d'été de 2012, Nikola Karabatic rejoint la Dream Team de l'émission radio de RMC Sport pour une chronique hebdomadaire chaque mardi sur la radio éponyme dans le Moscato Show.

## Engagements écologiques
Nikola Karabatic se dit très préoccupé par le réchauffement climatique. Ainsi, en 2018, il prend le défi de se passer de viande. Il affirme également avoir refusé des sponsors pour des raisons écologiques puis milite pour une réduction du nombre de matchs dans le sport.
Il s'est aussi engagé avec l'ancien joueur de rugby Julien Pierre dans l'initiative Fair Play For Planet qui va créer un label récompensant les clubs sportifs respectant une charte pour l’environnement.

## Publications
2024 : Notre histoire d'amour avec le handball de Luka Karabatic et Nikola Karabatic, éditions Flammarion